# Huertapelayo
Huertapelayo (conocido coloquialmente como Pelayo, y antiguamente Huerta Pelayo o Huerta-Pelayo) es una pedanía española, fundada en torno al año 1316, ubicada en los cortados del Alto Tajo perteneciente al municipio de Zaorejas desde 1970, situado en el sureste de la provincia de Guadalajara, dentro de la comunidad autónoma de Castilla-La Mancha. Desde el siglo XII formó parte de la provincia y serranía de Cuenca, conocida como Villa y Tierra de Cuenca, entrando dentro de su diócesis hasta el siglo XIX, momento en el que se introdujo en la diócesis de Sigüenza-Guadalajara, anexionándose parte del sesmo de la sierra de Cuenca a la comarca del Señorío de Molina, conformando el Señorío de Molina-Alto Tajo, quedando dentro de la provincia de Guadalajara, todo ello tras la reforma de la división territorial de 1833 propuesta por Javier de Burgos. Ostenta el título de villa desde 1885 y tiene una población de 15 habitantes.

## Toponimia

### Huertapelayo
Huertapelayo es un nombre propio compuesto de la palabra "huerta" (del latín "hortus", que significa "jardín" o "recinto") y el nombre "Pelayo" (que deriva del nombre propio griego de "Pelagius"). El investigador Juan José Estrada apunta a que es posible que este territorio y sus cercanías perteneciese a una misma persona que después dio en herencia a sus hijos, ya que podemos encontrar Huertapelayo, Huertahernando justo al norte, y Huertasancho, siendo este último un paraje de Zaorejas. Al proceder de los nombres castellanos Pelayo, Fernando o Hernando y Sancho, se podría aventurar que estos lugares tienen su origen durante la repoblación cristiana de la Tierra de Cuenca, a la orilla sur del río Tajo.

### Tagüenza
Uno de los sitios que más da fama a Huertapelayo es el Puente de Tagüenza, que comunica la orilla sur con la norte, siendo uno de los pasos más célebres de estas tierras. Estrada indica que la palabra "Tagüenza" viene del latín Tagus, que es el nombre que recibía el río Tajo por aquel entonces. Por lo tanto, la palabra que da nombre al popular puente viene a significar "tierras del río Tajo".

## Medio físico

### Ubicación
El término pedáneo de Huertapelayo limita con los siguientes términos municipales:
| Noroeste: Huertahernando | Norte: Huertahernando | Noreste: La Buenafuente del Sistal (Olmeda de Cobeta) |
| Oeste: Armallones        |                       | Este: Zaorejas                                        |
| Suroeste: Armallones     | Sur: Armallones       | Sureste: Zaorejas                                     |

### Descripción histórica
Huertapelayo se encuentra definido en el Diccionario geográfico-estadístico-histórico de España y sus posesiones de Ultramar de la siguiente forma: 

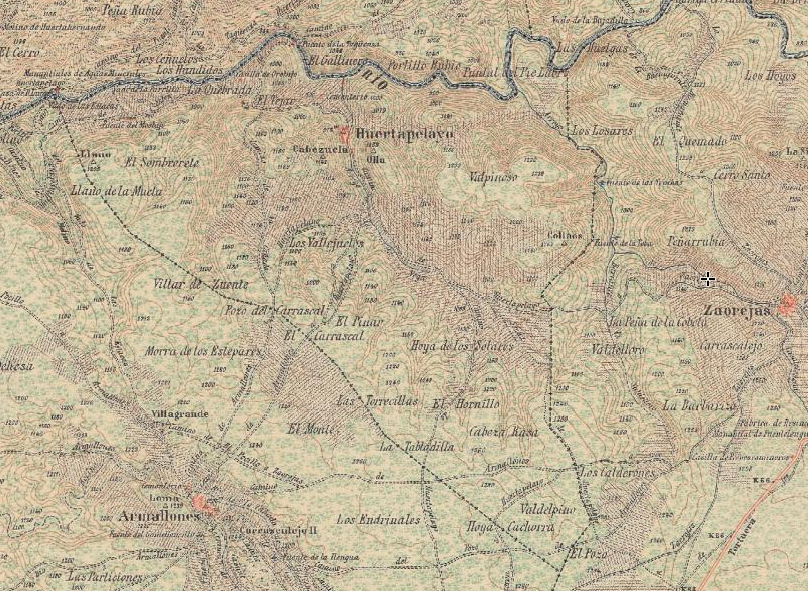
Mapa histórico de Huertapelayo.

HUERTA PELAYO: l. con ayunt. en la prov. de Guadalajara (16 leg.), part. jud. de Cifuentes (7), aud. terr. de Madrid (26), c. g. de Castilla la Nueva, dioc. de Cuenca (15). SIT. en un barranco entre dos elevadisimos y escarpados cerros, con gran esposicion de ser destruido por los enormes peñascos que con frecuencia se desprenden de las indicadas eminencias; le combate principalmente el viento N. que hace su CLIMA frio y propenso á reumas, fiebres intermitentes y pútridas, padeciéndose tambien algunas cardialgias y dolores de muelas; tiene 90 CASAS de inferior construcción y tan escasas de comodidades, que mas bien pueden llamarse chozas; la del ayunt. que sirve de cárcel; escuela de instruccion primaria, frecuentada por 30 alumnos de ambos sexos á cargo de un maestro, á la vez sacristan, dotado por el primer concepto con 20 fan. de trigo, una igl. parr. (Sta. Maria Magdalena aneja de la de Armallones, servida por un teniente cura. TÉRM : confina N. Huerta Hernando; E. Zaorejas; S. y O. Armallones: dentro de él se encuentran las ruinas de un ant. cast. y á sus inmediaciones una mina ó subterráneo, cuya estensión se ignora; hay también en todas direcciones varias fuentes de buenas aguas y entre ellas una termal, que no está analizada, pero usada en baño, á cuyo fin se han hecho balsas, produce buenos efectos en los males de gota, reumas y dolores artriticos. El TERRENO sumamente quebrado con algunos valles, en lo general es de inferior calidad; tiene buenos montes poblados de pino, sabina y chaparro; la parte cultivada ascenderá á unas 600 fan. de tierra con inclucion de unos huertos inmediatos al pueblo; bañan el TERM. un arroyuelo sin nombre que pasa inmediato á las casas y provee al vecindario para beber y demas necesidades domésticas, y el r. Tajo que forma la linea divisoria con la jurisd. de Armallones , le cruza un puente de madera que llaman de Tagüenza. CAMINOS: que dirigen á los pueblos limitrofes, todos de herradura y en malisimo estado por la escabrosidad del terreno. CORREO: se recibe y despacha en la estafeta de Priegopor balijero. PROD.: trigo inferior, centeno, cebadas, patatas, cáñamo y algunas legumbres, de todo insuficiente para el consumo; leñas de combustible y carboneo, maderas de construcción y yerbas de pasto con las que se mantiene ganado lanar, vacuno, mular y asnal; abunda la caza de jabalies venados, corzos y perdices, hay algunos conejos y liebres, palomas, zorras y bastantes lobos, que causan grandes daños en los ganados, llegando algunas veces hasta acometer á las personas, particularmente en el invierno cuando caen grandes nevadas. IND.: la agrícola, el molino harinero, el carboneo, corte y aserrado de maderas, siendo la mas importante la extracción que se hace en los pinos de aguarrás, trementina y pez, á cuyas operaciones y á la preparación de barniz de aguarrás, se dedican muchos vecinos. COMERCIO: esportacion de maderas, carbon y demas productos de la ind., que conducen los mismos vecinos á diferentes puntos del reino, é importación de los art. de consumo que faltan. POBL.: 70 vec., 335 alm. CAP. PROD.: 935,556 rs. IMP.: 84,200. CONTR.: 3,504. PRESUPUESTO MUNICIPAL: 4,500, se cubre con los productos del molino harinero y reparto vecinal.

### Geografía
Huertapelayo se encuentra ubicado en las coordenadas 40°47′06″N 202°16′38″O contando con una superficie 31,83 kilómetros cuadrados. Su situación está comprendida en la parte sureste de la provincia de Guadalajara,en el extremo noroccidental del Alto Tajo, a la orilla sur del río Tajo, el cual hace de frontera norte con su término pedáneo.
Su parte sur comprende el descenso del páramo de Zaorejas hacia barrancos y la vega, no sin antes crear un ecosistema de pinares que se extiende por el oeste hacia el norte en su frontera con Armallones. En su trayecto medio predomina vegas y colinas de cultivos de secano, mientras que su parte más septentrional es característica por la evidente presencia rocosa que se extiende desde El Portillo hacia el norte hasta llegar al río Tajo, creando imponentes cañones. En esta última parte es donde se encuentra el núcleo urbano rodeado de huertas.

### Relieve
La población de Huertapelayo se ubica a a 915 metros sobre el nivel del mar y está situada en una olla rodeada de la piedra de los Covachos, monte Velasco, La Cabezuela, la piedra de la Ila, el Collado, la piedra de la Calera y el Picayo; en cuanto a sus fronteras como entidad, su fachada norte recorre la Umbría de las Povedillas, los Baños, la Quebrada, el Erotajo, Cabeza Lapuente, el cerro del Cementero, Mingolázaro, las Quemadas y la Pedregosa, siguiendo de norte a sur desde esta, los relieves de Fuentellana, el Esteparejo, Peña del Ceño, los Collados, La Roza, los Ceños, Valdelloso, el Palancar, los Calderones y las Lomas, siguiendo de nuevo de sur a norte por la fachada oeste los lugares de los Casaricios, la Pililla, Haza Cachorra, la Navaza, la Tabladilla, las Torrecillas, Pozo de Carrascal, Cabeza del Salvador, Villar de la Quente, Cerrillo de Enmedio, Llano de la Muela, el Sombrerete y las Minas, creándose así delimitado por un triángulo.
El término pedáneo de Huertapelayo consta con 15 unidades de relieve que superan los mil metros de altura (de izquierda a derecha y de arriba abajo de mayor a menor altitud):
| Unidad de relieve            | Altura          | Unidad de relieve   | Altura          | Unidad de relieve   | Altura          |
| ---------------------------- | --------------- | ------------------- | --------------- | ------------------- | --------------- |
| Los Casaricios               | 1295 m s. n. m. | Los Calderones      | 1285 m s. n. m. | La Roza             | 1265 m s. n. m. |
| Cabeza Rasa                  | 1259 m s. n. m. | Llano de la Muela   | 1209 m s. n. m. | Cabeza del Salvador | 1195 m s. n. m. |
| Puntal de la Hoya del Cuerno | 1187 m s. n. m. | Las Cabezas         | 1185 m s. n. m. | Cabezuela Verde     | 1184 m s. n. m. |
| Enebrillo                    | 1171 m s. n. m. | Piedra de la Ila    | 1159 m s. n. m. | La Cabezuela        | 1141 m s. n. m. |
| La Silla                     | 1124 m s. n. m. | Piedra de la Calera | 1097 m s. n. m. | Cabeza Lapuente     | 1071 m s. n. m. |

### Hidrografía

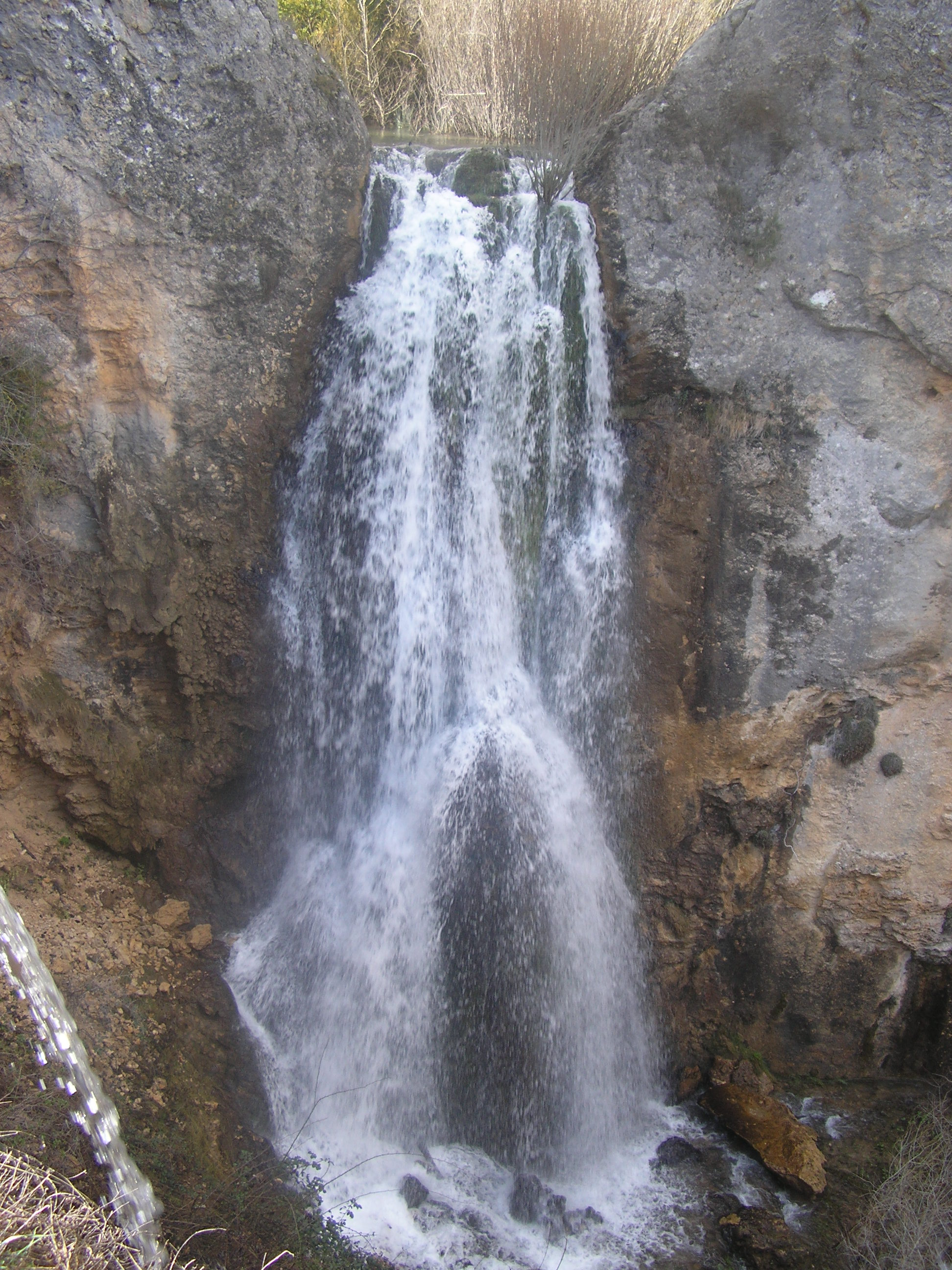
El Chorrero es el salto de agua más popular de Huertapelayo, ya que se encuentra a la entrada de la pedanía junto con el célebre túnel de El Portillo.

Respecto a la hidrografía, Huertapelayo pertenece a la vertiente atlántica de la península ibérica, pues todos sus arroyos y barrancos desembocan en el río Tajo, que vierte sus aguas en el océano Atlántico.
Podemos encontrar desde el sur el primero y más importante, llamado el barranco de los Navarros, pues es el primer afluente del arroyo de la Vega (que nace en El Cerro), elemento fluvial que atraviesa la pedanía de sur a norte y que desemboca en el río Tajo entre las partes que los pelayos conocen como la Tabla de la Requijada y la Manguilla. Tiene numerosos manantiales que lo llenan de agua, pero sus barrancos afluentes son el de los Solares, el de Valdazores y el de las Cerradas. Al este encontramos el barranco de las Quemadas, cuya sorprendente desembocadura es un salto de agua que cae en vertical sobre el cañón del Tajo. Más al este encontramos el arroyo de Valdelloso, que marca el límite entre Huertapelayo y Zaorejas, cuyos afluentes son los arroyos de la Alberquilla y de Fuentelengua, además de tener como célebre manantial la fuente de la Toba. Al oeste encontramos dos barrancos que rodean la cumbre de La Macoyada, los cuales desembocan en la pradera del Erotajo, y la fuente del Mostajo, que nace entre los Baños y el Sombrerete.
Pelayo aparece en el "Tratado completo de las fuentes minerales de España", indicando que en la provincia de Guadalajara, en el partido judicial de Cifuentes y en la jurisdicción de Huertapelayo, existe una fuente de agua salina caliente, usada para el baño, construyéndose balsas para este fin.

### Orogénesis

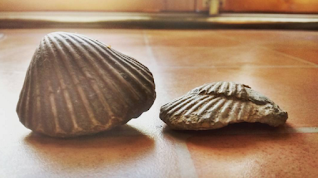
Fósiles de bivalvos testigos de la regresión marina en Huertapelayo.

La evolución geológica del curso alto del río Tajo viene marcada por tres fases. Una primera, la orogenia herciniana del Paleozoico, formaría hace trescientos millones de años una cadena montañosa por plegamiento en la parte oriental formada por materiales metamórficos que serviría de base para la estabilización de sedimentos en las posteriores fases.

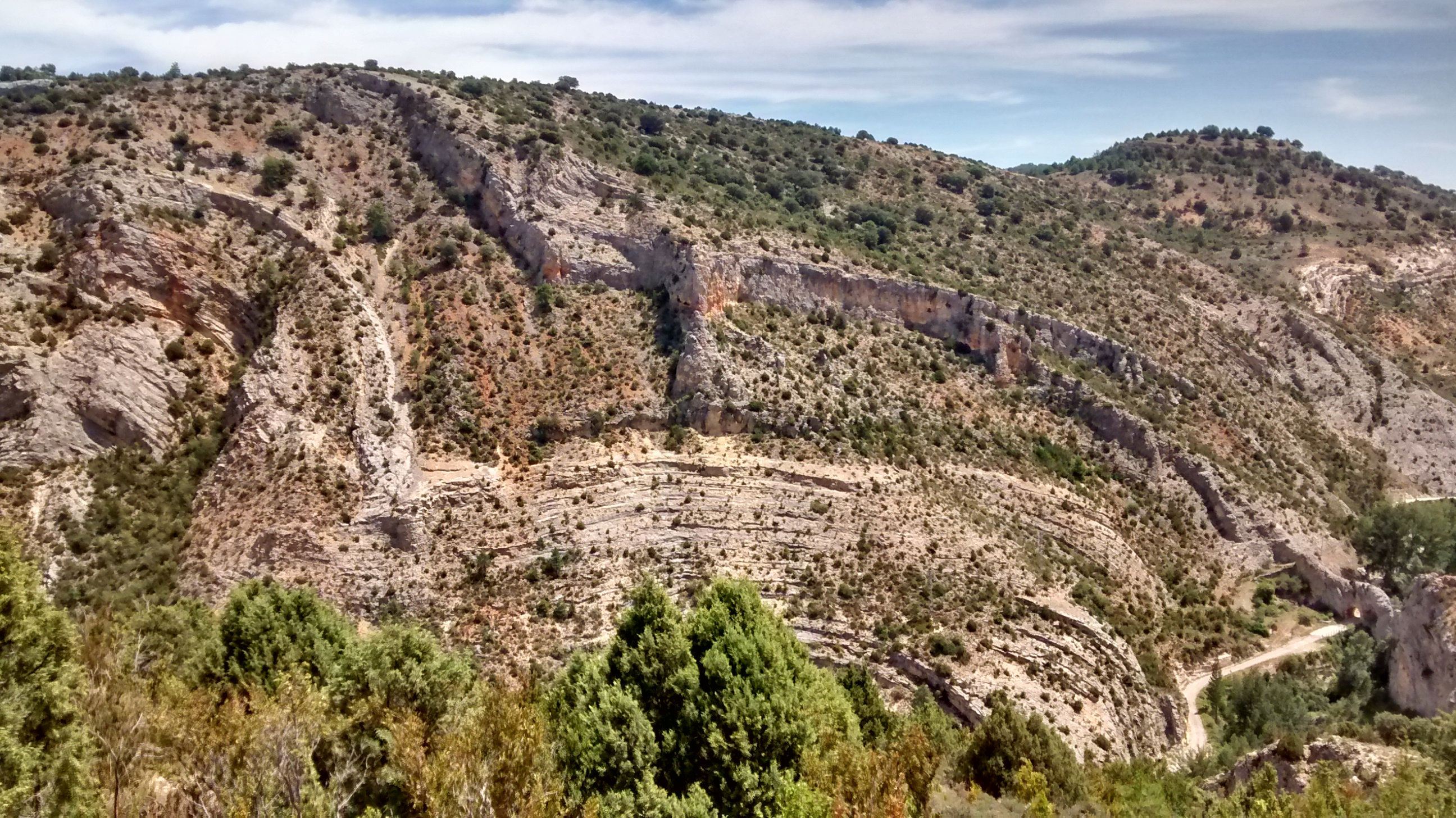
Ejemplo de un plegamiento en Huertapelayo.

Durante la segunda fase, que abarcaría el Mesozoico y parte del Cenozoico se produce una calma orogénica en la que la erosión desmantela poco a poco la cordillera formada hasta reducirlas a una penillanura. Sin embargo, es precisamente en el período Triásico del Mesozoico cuando se produce una gran acumulación de conglomerados y las areniscas rojas que se pueden observar en algunos lugares del Alto Tajo donde los estratos rocosos han sido erosionados por las corrientes fluviales formando las hoces de ríos. Durante el final de esta segunda fase, ya en el período Paleógeno de la era Cenozoica, por la influencia marina se produce un predominio de la roca caliza que caracteriza gran parte de la comarca.
En la tercera fase, avanzada la era Cenozoica, en el Neógeno, se produce la definitiva transformación del paisaje del Alto Tajo. La actividad tectónica y la posterior orogenia alpina, así como la regresión marina y la consecuente emersión terrestre, provocan la deformación de los sedimentos acumulados dando lugar a un nuevo plegamiento formado por sinclinales y anticlinales que origina el Sistema Ibérico donde se asienta el curso alto del Tajo. La erosión de los anticlinales y la acumulación de materiales en los sinclinales a causa de la extensa red hidrográfica que incide sobre los materiales calizos y calcáreos creando en este período dan lugar al relieve de valles, hoces y cañones del Alto Tajo, que se repuntarían en el Cuaternario por medio de una karstificación de la superficie y del interior del suelo.

### Clima
El clima de Huertapelayo comprende características de dos de ellos, los cuales serían el clima mediterráneo continentalizado y el clima de montaña.
La temperatura en invierno es fría, llegándose a registrar la mínima absoluta el día 28 de enero de 1952, cuando se alcanzaron los -28.2 °C, llegando a ser más fría que la media de temperaturas bajas en Siberia. En otoño y primavera la temperatura suele ser fresca los días nublados y suave los días soleados. Los veranos son calurosos aproximándose a la barrera de los 40 °C sin sobrepasarla, siendo alto el contraste respecto las temperaturas gélidas del invierno. Las noches estivales son suaves.
Las precipitaciones suelen ser más frecuentes en los meses primaverales y otoñales, siendo mayo el más lluvioso en primavera, y septiembre al final de verano y entrando al otoño por las tormentas de la gota fría.
| Parámetros climáticos promedio de Observatorio de Molina de Aragón (1065 msnm) (Periodo de referencia: 1949-2019) | Parámetros climáticos promedio de Observatorio de Molina de Aragón (1065 msnm) (Periodo de referencia: 1949-2019) | Parámetros climáticos promedio de Observatorio de Molina de Aragón (1065 msnm) (Periodo de referencia: 1949-2019) | Parámetros climáticos promedio de Observatorio de Molina de Aragón (1065 msnm) (Periodo de referencia: 1949-2019) | Parámetros climáticos promedio de Observatorio de Molina de Aragón (1065 msnm) (Periodo de referencia: 1949-2019) | Parámetros climáticos promedio de Observatorio de Molina de Aragón (1065 msnm) (Periodo de referencia: 1949-2019) | Parámetros climáticos promedio de Observatorio de Molina de Aragón (1065 msnm) (Periodo de referencia: 1949-2019) | Parámetros climáticos promedio de Observatorio de Molina de Aragón (1065 msnm) (Periodo de referencia: 1949-2019) | Parámetros climáticos promedio de Observatorio de Molina de Aragón (1065 msnm) (Periodo de referencia: 1949-2019) | Parámetros climáticos promedio de Observatorio de Molina de Aragón (1065 msnm) (Periodo de referencia: 1949-2019) | Parámetros climáticos promedio de Observatorio de Molina de Aragón (1065 msnm) (Periodo de referencia: 1949-2019) | Parámetros climáticos promedio de Observatorio de Molina de Aragón (1065 msnm) (Periodo de referencia: 1949-2019) | Parámetros climáticos promedio de Observatorio de Molina de Aragón (1065 msnm) (Periodo de referencia: 1949-2019) | Parámetros climáticos promedio de Observatorio de Molina de Aragón (1065 msnm) (Periodo de referencia: 1949-2019) |
| Mes | Ene. | Feb. | Mar. | Abr. | May. | Jun. | Jul. | Ago. | Sep. | Oct. | Nov. | Dic. | Anual |
| --- | --- | --- | --- | --- | --- | --- | --- | --- | --- | --- | --- | --- | --- |
| Temp. máx. abs. (°C)                                                                                              | 21.4 | 26.8 | 26.8 | 28.7 | 33.2 | 37.8 | 38.0 | 38.0 | 36.4 | 30.0 | 23.6 | 22.0 | 38.0 |
| Temp. máx. media (°C)                                                                                             | 12.0 | 15.8 | 19.9 | 21.3 | 24.4 | 29.3 | 33.2 | 32.2 | 28.3 | 23.4 | 17.1 | 13.7 | 33.2 |
| Temp. media (°C)                                                                                                  | 5.7 | 7.3 | 10.0 | 12.6 | 15.4 | 20.4 | 23.9 | 22.1 | 18.7 | 13.6 | 8.9 | 6.8 | 23.9 |
| Temp. mín. media (°C)                                                                                             | −8.0 | −8.5 | −5.8 | −1.1 | 2.1 | 5.7 | 7.6 | 8.2 | 4.3 | 0.1 | −5.8 | −11.0 | −11.0 |
| Temp. mín. abs. (°C)                                                                                              | −28.2 | −20.2 | −15.6 | −8.6 | −5.2 | −1.8 | 1.0 | 0.0 | −3.6 | −6.4 | −15.6 | −28.0 | −28.2 |
| Precipitación total (mm)                                                                                          | 108.5 | 79.3 | 100.5 | 111.6 | 176.8 | 164.5 | 100.7 | 92.6 | 158.7 | 135.7 | 128.4 | 120.0 | 176.8 |
| Días de lluvias (≥ 1 mm)                                                                                          | 20 | 17 | 16 | 21 | 24 | 17 | 13 | 17 | 18 | 20 | 21 | 19 | 223 |
| Días de nevadas (≥ 1 mm)                                                                                          | 12 | 18 | 12 | 10 | 4 | 0 | 0 | 0 | 0 | 3 | 8 | 12 | 79 |
| Fuente: Agencia Estatal de Meteorología                                                                           | | | | | | | | | | | | | |

## Demografía
| Gráfica de evolución demográfica de Huertapelayo entre 1842 y 1960 |
| |
| Población de derecho según los censos de población del INE Población de hecho según los censos de población del INEEntre el censo de 1970 y el anterior, este municipio desaparece porque se integra en el municipio Zaorejas |

### Éxodo rural
Durante el período de posguerra llegó el éxodo rural de esta zona ocurrió entre 1930 y 1950 llegándose a quedar casi todos los pueblos de esta zona prácticamente desiertos.
Los motivos geográficos y geológicos de esta emigración hacia las grandes ciudades fue principalmente la comodidad de tener todo a mano, pues los pueblos estaban muy distantes unos de otros y sus caminos, que funcionan como conexiones entre sí, son estrechos y angostos. Gran papel en este hecho lo tiene el suelo. Es muy complicado realizar una vida rural en estas zonas, pues a unos pocos metros o incluso a unos centímetros de la superficie de la tierra encontramos la roca madre, lo que hace que la agricultura sea una ardua tarea con resultados escasos. Esta roca es caliza, por lo que el relieve de la zona cuenta con numerosos peñascos y cañones creando grandes depresiones entre ellos y complicaciones a la hora de crear terrazas para la plantación y caminos adecuados para vehículos, además que, debido a la altura de estas grandes paredes de piedra, estas zonas cuentan con pocas horas de sol al día, luz fundamental para la fotosíntesis y un buen crecimiento de los vegetales. También, este tipo de roca hace que el agua cale dentro de ella formando en la zona numerosas simas filtrando rápidamente los nutrientes por debajo de sus raíces.
Respecto a la ganadería, contaban con animales medianos como la oveja, la cabra y el cerdo, y para desplazarse la mula. La gente comenzaba a emigrar a las ciudades por temporadas y era complicado mantener a estos animales, por lo que los vendían a pastores de pueblos con grandes llanuras donde pudiesen pastar, como lo son Zaorejas, Villanueva de Alcorón y Molina de Aragón.
Las vías de comunicación eran otro factor importante. Si tomamos como ejemplo pueblos como Huertahernando, Huertapelayo, Armallones, Villar de Cobeta o Corduente, encontramos que para acceder a ellos es necesario atravesar dificultosas carreteras secundarias, por lo que quedan escondidos y solo sus antiguos habitantes y descendientes conocen su presencia sin necesidad de indagar para realizar un viaje turístico. En cambio, si ejemplificamos con Zaorejas podemos observar que la carretera hasta este municipio no se bifurca y se conserva en buen estado. En el caso de Molina de Aragón, se aprecia que es una zona de paso importante entre la Meseta Central (Madrid y Guadalajara) con el Sistema Central y el valle del Ebro (Teruel y Zaragoza). Esta excelente posición en las vías originales de transporte (pues la ruta fue modificada por la construcción de la autovía A-2 en años posteriores) obligaba a parar en pueblos aledaños que podía ver enriquecida su economía local.
La gente de estos pueblos emigró hacia Estados Unidos, Francia, Bélgica y Alemania fuera de la península ibérica; y a Madrid, Alcalá de Henares, Guadalajara, Zaragoza, Bilbao y Barcelona dentro de las fronteras de España. Pero antes del éxodo rural que se dio en el país a mediados del siglo XX, la gente de estos pueblos ya viajaba a Estados Unidos y a la Guinea Española en busca de trabajo, lo que resultaba un preámbulo a lo que sucedería en décadas posteriores.

#### Las Bernardinas
Durante estas décadas en las que Pelayo quedó casi en su totalidad abandonado, solo quedaron tres habitantes que se negaron a irse de allí: estas fueron las Bernardinas. Se llamaban así por su madre, Bernardina Salmerón, y eran tres hermanas llamadas Catalina, Marcelina y Encarnación.
Estas tres hermanas vivieron una anécdota que aún hoy es recordada. Unos forajidos llegaron a las cercanías del pueblo y dejaron sus caballos sobre el Picayo para no levantar sospecha alguna. Estos vieron a las Bernardinas y ellas también los vieron, por lo que corrieron a esconderse a su casa siendo perseguidas. Las hermanas atrancaron la puerta con un madero y los bandidos comenzaron a golpearla, pero viendo que no pudieron tumbarla, finalmente decidieron marcharse.

#### La muerte de doña Engracia
El éxodo rural llegó a su fin junto con la muerte de doña Engracia. Esta había sido la mujer del alcalde previo a la emigración a las ciudades, Ceferino Salmerón, el cual se encargó de la rehabilitación de la parroquia y de mantener la paz en el pueblo durante la Guerra Civil. El funeral de esta señora, logró reunir en Huertapelayo a decenas de vecinos, incluidos de otros pueblos donde allí la conocían y la tenían afecto.

En Huertapelayo, un entierro después de más de veinte años.
«El pasado sábado de Gloria, tuvo lugar un enterramiento en este pueblo, después de más de veinte años que no se había celebrado ninguno: se trata de doña Engracia Embid Herraiz, que falleció a los 89 años de edad, el día de Viernes Santo, en Ribatejada, donde residía con una hija temporalmente, puesto que vivía habitualmente en Alcalá de Henares y Madrid, donde residen sus hijos. Por voluntad de la extinta, fue llevada a enterrar a su pueblo natal, donde por darse la circunstancia de las vacaciones de Semana Santa, había más de trescientas personas y las que acudieron de los pueblos limítrofes de Armallones, Zaorejas, Villanueva de Alcorón y Huertahernando y personas forasteras que habían ido a pasar el "puente": tal fue la afluencia de público en estos días al pueblo, que pudieron contarse hasta catorce tiendas de campaña en las eras, de jóvenes que habían llegado de Madrid e incluso de Teruel, y más de cien coches aparcados en las calles y en las eras».
Nueva Alcarria, Salvador Embid Villaverde, 17 de abril de 1982.

En 1972 el pueblo quedó definitivamente abandonado, pero algunas de sus casas se mantuvieron para los periodos vacacionales. En agosto de 1975, las fiestas locales fueron un gran éxito, del que se hizo eco la prensa, agrupando a unas 400 personas, quedando una veintena hasta los inicios del invierno.

#### Hogar vacacional
Pasada la crisis del petróleo y acabado el franquismo, España vivía una época de expansión económica y de modernización. Esto contribuyó a un gran desarrollo automovilístico y de las carreteras, por lo que se hacía más fácil y seguro regresar a los pueblos que una vez sus habitantes dejaron atrás para buscar la prosperidad en las ciudades tras el éxodo rural. La provincia de Guadalajara quedaría atravesada por la autovía del Nordeste, y en la década de 1990 llegaría el alumbrado público a Huertapelayo, lo que lo convertiría en un destino más acogedor. En el 2007 llegó la televisión al pueblo, y en el 2019 la cobertura para teléfonos móviles. A principios del siglo XXI, Pelayo experimentó un gran crecimiento en la construcción. La gente volvía y quería tener una vida algo más acomodada de lo que acostumbraba un pueblo. Se construyeron casas, se restauraron o se volvieron a levantar las ya caídas, e incluso muchos pajares se convirtieron en viviendas. Todo el mundo volvía al pueblo que una vez sus padres dejaron por trabajo y se convertían en destinos familiares y vacacionales. En esta época, España también experimentaría un crecimiento del turismo interno, sobre todo de turismo rural y natural, que haría que mucha gente sin pueblo o que ya no le quedaba nada en el suyo, cogiesen las maletas a un lugar cercano del interior peninsular y para experimentar la desconexión de la ciudad y la conexión con la naturaleza. Esto se vio potenciado con la creación del parque natural del Alto Tajo en el año 2000.

### Evolución demográfica

#### Huertapelayo como entidad independiente
Huertapelayo a finales del siglo XIX y principios del XX experimentó un gran crecimiento de su población, pasando de ser en torno a 300 vecinos, a casi 600 en un entorno que es poco propicio para acoger a tantas personas debido al espacio reducido del núcleo de población. No obstante, a mitad de siglo comenzó a perder habitantes aceleradamente debido al éxodo rural. Esto desembocaría en la transformación a pedanía. Se registran datos del censo desde el año 1842 hasta el 1960 de Pelayo como entidad independiente, siendo en 1970 cuando queda anexionado al municipio de Zaorejas y a entrar dentro de sus registros censales.
| Años                 | 1842 | 1857 | 1860 | 1877 | 1887 | 1897 | 1900 | 1910 | 1920 | 1930 | 1940 | 1950 | 1960 |
| Población de Hecho   | ...  | 386  | 428  | 439  | 463  | 463  | 571  | 494  | 420  | 418  | 288  | 242  | 151  |
| Población de Derecho | 335  | ...  | ...  | 468  | 490  | 496  | 594  | 517  | 544  | 472  | 320  | 283  | 166  |
| Hogares              | 70   | 97   | 98   | 117  | 126  | 118  | 141  | 127  | 133  | 110  | 82   | 80   | 46   |

#### Huertapelayo como pedanía en elsigloXXI
No obstante, podemos encontrar otro tipo de registros que desglosan mejor los núcleos de población donde podemos observar la evolución demográfica que continúan experimentando. En el caso de Pelayo, hoy en día el número de habitantes dista mucho de lo que fue a principios del siglo XX.
| Años    | 2000 | 2001 | 2002 | 2003 | 2004 | 2005 | 2006 | 2007 | 2008 | 2009 | 2010 | 2011 | 2012 | 2013 | 2014 | 2015 | 2016 | 2017 | 2018 |
| Total   | 17   | 17   | 17   | 16   | 16   | 16   | 17   | 16   | 15   | 11   | 10   | 15   | 15   | 15   | 15   | 17   | 16   | 16   | 15   |
| Mujeres | 7    | 6    | 6    | 6    | 6    | 7    | 6    | 6    | 6    | 4    | 3    | 3    | 4    | 4    | 4    | 5    | 4    | 5    | 5    |
| Hombres | 10   | 11   | 11   | 10   | 10   | 9    | 11   | 10   | 9    | 7    | 7    | 12   | 11   | 11   | 11   | 12   | 12   | 11   | 10   |

## Economía

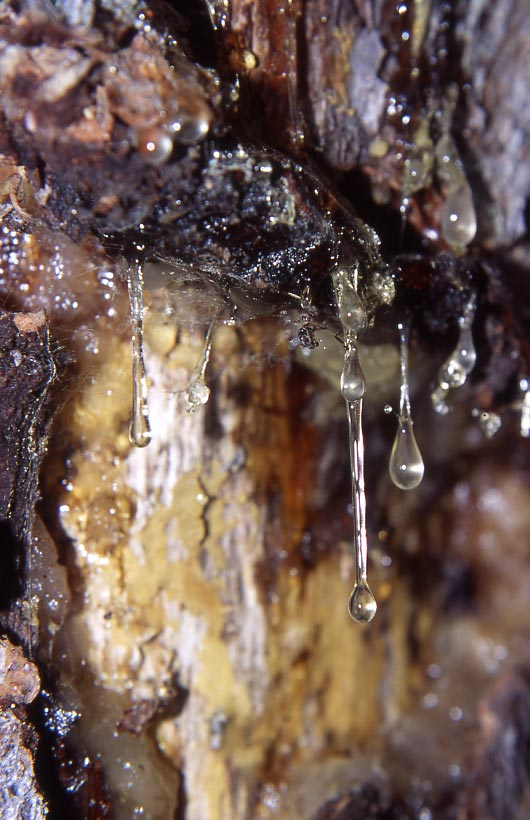
Resina de pino.

Huertapelayo ha perdido bastante actividad comercial a partir del éxodo rural. Antes había un horno de pan donde se cocía para todo el pueblo, había gente que era resinera, otros eran comerciantes, había también estanqueros, gancheros, pescadores, pastores... Y todos eran labradores. Fue un pueblo puntero en la pez y en la producción de aceite de enebro, exportando por el norte de la provincia de Guadalajara, por Aragón, e incluso por el Pirineo al sur de Francia; tal es así que los habitantes de pueblos vecinos que se dedicaban a esta actividad se autodenominaban "pelayos". Los de Armallones, Valtablado del Río, Carrascosa de la Sierra y Huertapelayo (definidos como los pueblo de la Sierra de Cuenca), corren toda la Península con su aguarrás y pez, frecuentando particularmente los puertos de Cartagena, y de Cádiz, donde logran despacho ventajoso.
No obstante, hoy en día queda alguna que otra actividad económica. La agricultura sigue siendo importante en la zona de la Vega. Allí se renta la tierra a un agricultor para que la are y saque beneficio con los cultivos. También podemos observar cómo se ha llegado a desarrollar también la industria de la construcción, llegando incluso a trabajar en otros pueblos de la provincia. La caza también trae beneficios económicos a la pedanía durante el otoño. En torno a Pelayo, existen numerosas colmenas llevadas por los propios vecinos de las que extraen miel para venderla. Sus habitantes también profesan como hortelanos para consumo propio o como trueque entre ellos. Los pelayos también se ven como recolectores siempre que pueden, ya sea de trufas, níscalos, moras, ciruelas, uvas, castañas, nueces, bellotas y de todo lo que pueda provisionar la naturaleza.

## Biodiversidad

### Hongos

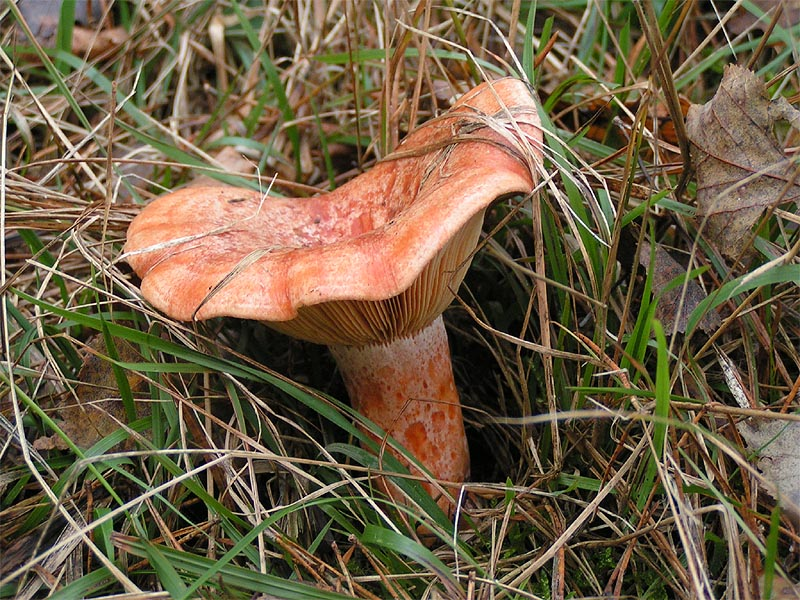
Níscalo.

En los pinares de Huertapelayo podemos hallar diferentes tipos de hongo que suelen nacer en la época lluviosa de otoño. Podemos encontrar barbudas, champiñones, coliflores rosas (tóxicas), falsas oronjas (tóxicas), níscalos, parasoles (tóxicos), pedos de lobo, setas de los caballeros (tóxica), setas de los ratones, suillus y vizcaínas.

### Flora

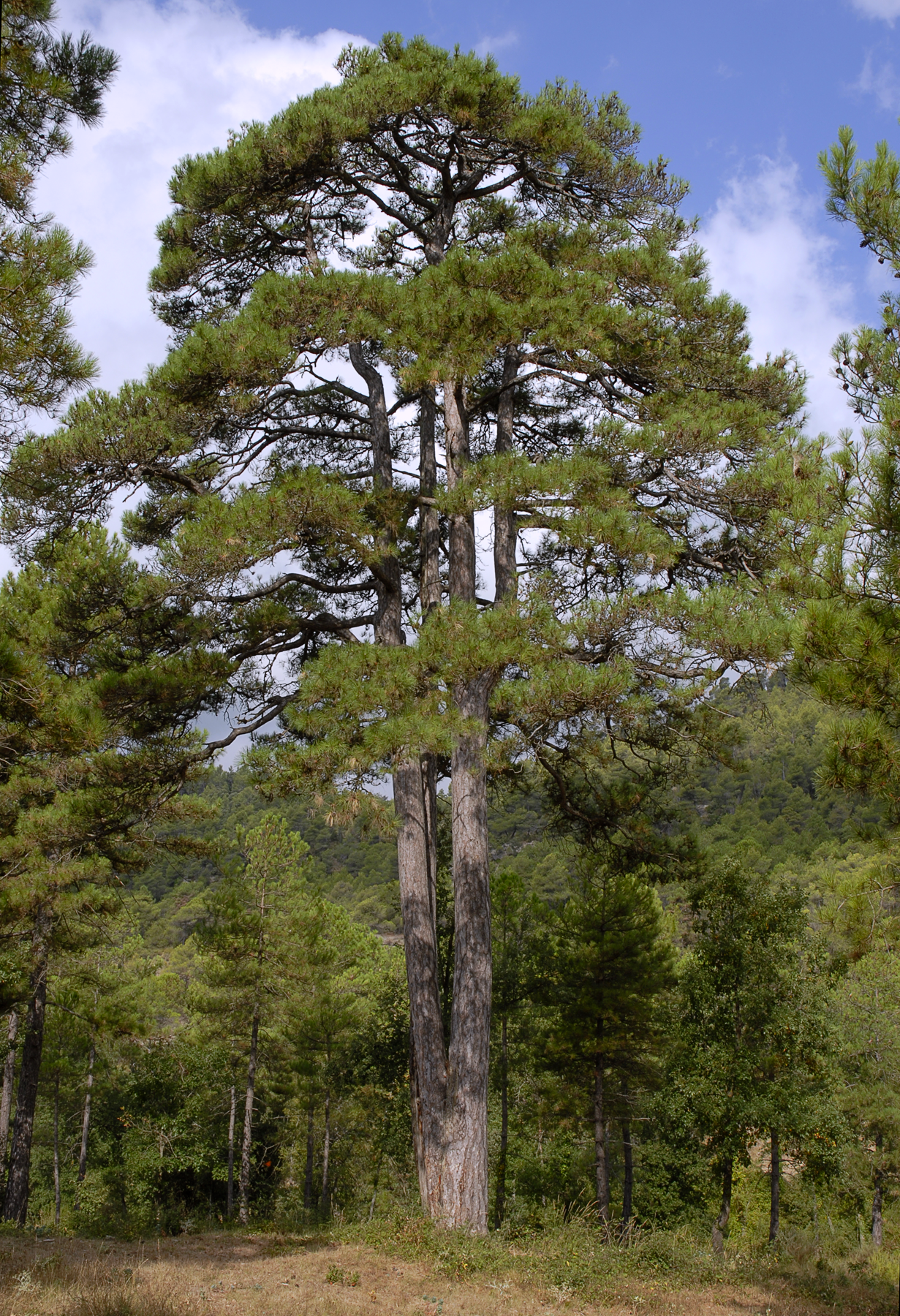
Pino laricio.

Los bosques de Pelayo son pinares y en ellos pueden encontrarse el pino rodeno, el pino laricio y el pino silvestre. Otros árboles que pueblan los bosques en menor medida son los avellanos, los castaños, las encinas, los endrinos, las nogueras, los robles, los sorbos y el aligustre.
En los terrenos rocosos predominan los enebros, los enebros rastreros, las sabinas albar, las sabinas negral, y los bujes. También en suelos rocosos se suelen dar arbustos como el apio rastrero (protegido), la belladona andaluza (tóxica), el cambroño, la campanula, el cardo borriquero, el diente de león, la espiga, el espliego, la espuela de caballero (protegida), la estopa, la margarita amarilla, la margarita común, el romero, la ruda (tóxica), el tomillo y la zarza.
Las riberas también gozan de gran presencia vegetal, siendo los árboles predominantes los álamos o chopos. También podemos encontrar arbustos como los armuelles, los culantrillos de pozo, los helechos, los juncos, las ortigas y las riellas (protegidas).

### Fauna

#### Mamíferos

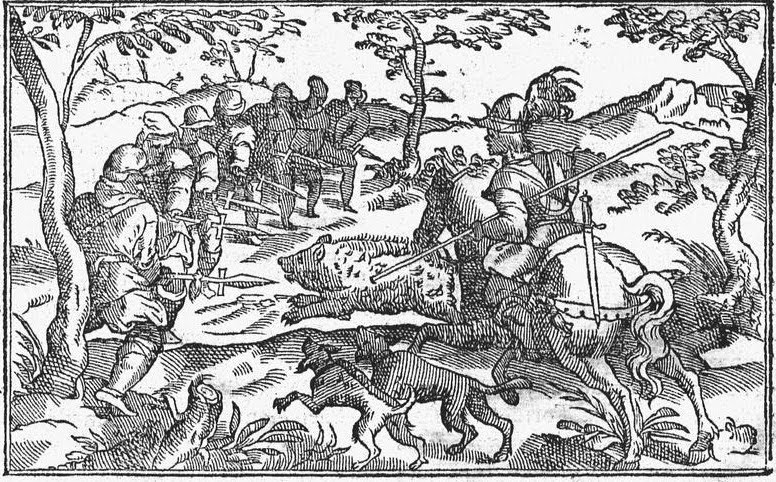
Gravado del Libro de la Montería de Alfonso XI donde se ve al Rey cazando un oso.

Pelayo, como otros muchos puntos de España, ha sufrido la extinción de especies animales debido a la caza. En cuanto a mamíferos, cabe destacar que al rey Alfonso XI (1311-1350) le gustaba ir a los cañones del Tajo de Huertapelayo a cazar osos, ya que era el único lugar donde eran sedentarios todo el año. Otros animales extintos son el lince y el lobo, aunque este último ha logrado reintroducirse desde el repoblamiento de en la provincia de Soria. En 2014, un pastor de Huertahernando tuvo que lamentar los ataques de una manada de lobos, mientras que en 2016 se atestiguó la presencia de uno en Huertapelayo cerca de la Cruz de Palo.
Los mamíferos que hoy en día pueblan las tierras de la pedanía son la ardilla roja, la cabra montés, el ciervo, la comadreja, el conejo, el corzo, el desmán, el erizo, el gamo, la garduña o marta, el gato montés, la gineta, el hurón o turón, el jabalí, la liebre, el lobo, el murciélago pequeño de herradura, la musaraña o musgaño, la nutria, la rata, el ratón, el tejón, el topo y el zorro.
|        |      |        |                                 |       |
| Ciervo | Lobo | Jabalí | Murciélago pequeño de herradura | Zorro |

#### Aves

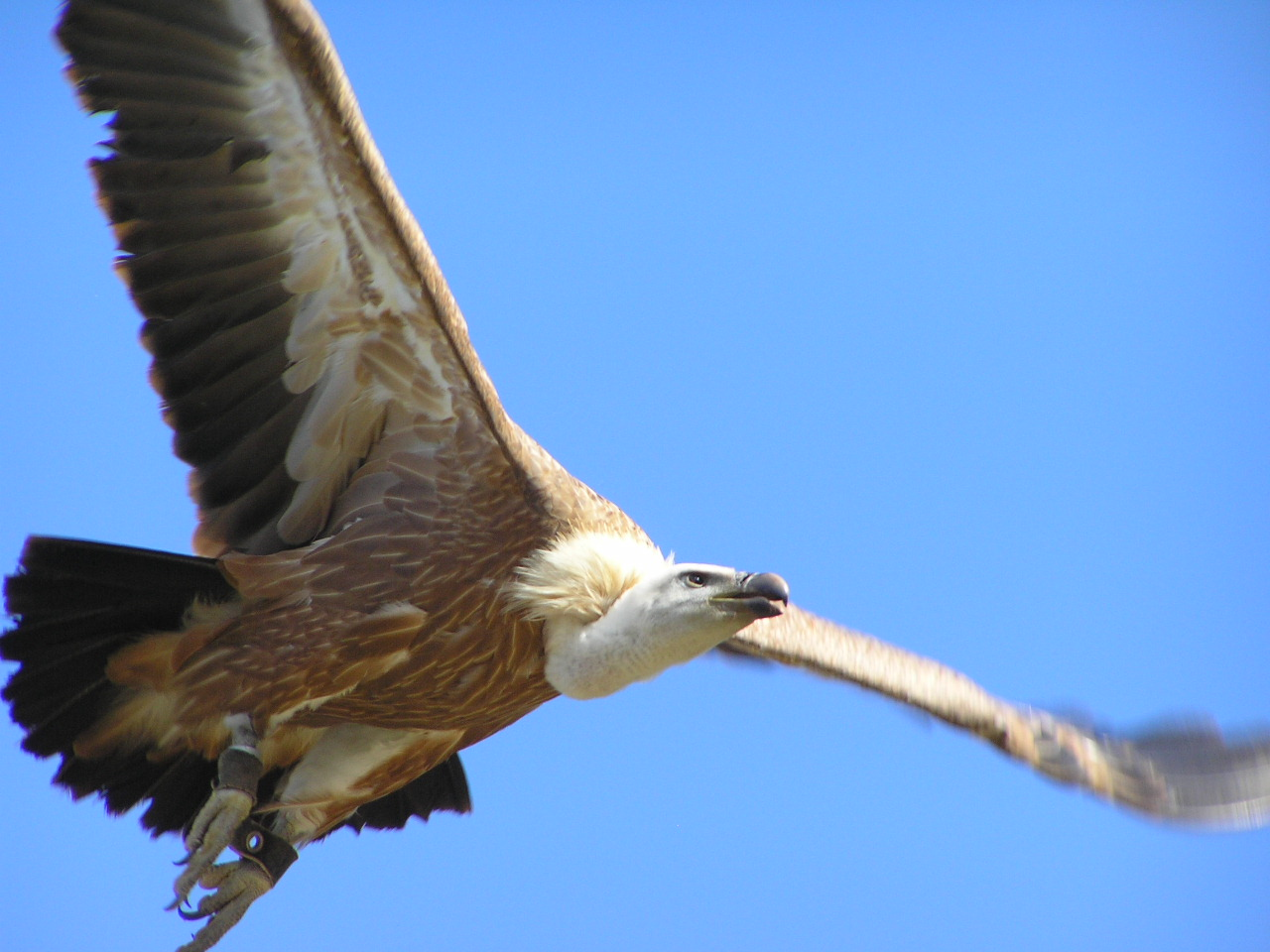
Buitre leonado.

El Alto Tajo también está protegido como ZEPA (Zona de especial protección para las aves), ya que en él encontramos un gran número de especies de aves. El más representativo de todos es el buitre leonado (protegido), reyes de los cañones del Tajo. También encontramos rapaces casi desaparecidas en la zona como el águila calzada (protegida), el águila culebrera (protegida), el águila real (protegida), el águila perdicera, el alcotán, el alimoche (protegido), el azor, el cernícalo, el gavilán, el halcón peregrino, el milano negro y el ratonero o busardo.
Como ejemplo de aves nocturnas tenemos al búho real, al cárabo, a la lechuza y al mochuelo.
Mientras que las aves menores que nos ocupan son el arrendajo, el chotacabras (protegido), el cuervo, la curruca rabilarga (protegida), la golondrina, el gorrión, el martín pescador, el mirlo, la paloma, la perdiz, el petirrojo, el pito real, la totovía y la urraca.

#### Reptiles

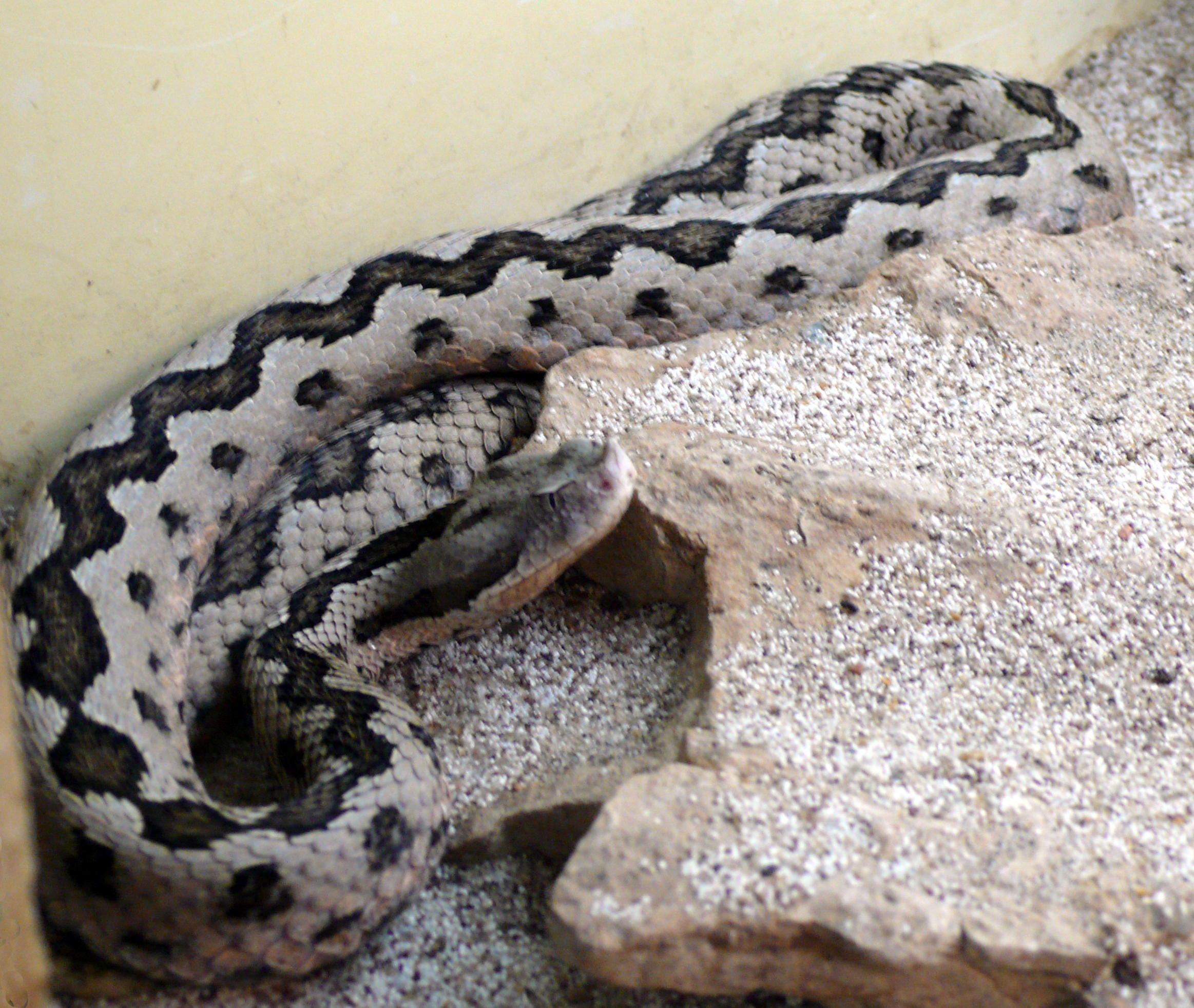
Víbora hocicuda.

El reptil más célebre de Huertapelayo y el único venenoso es la víbora hocicuda. El resto se divide en una gran variedad de lagartos y culebras. Respecto a los primeros tenemos a la lagartija colilarga, a la lagartija colirroja, a la lagartija ibérica, al lagarto ocelado y la salamanquesa. En cuanto a los últimos tenemos a la culebra de collar, a la culebra de escalera, a la culebra viperina y a la culebrilla ciega.

#### Anfibios
Podemos destacar los siguientes anfibios: el gallipato, la rana común, el sapo común y el sapo corredor.

#### Peces
Los peces de agua dulce que podemos encontrar en Huertapelayo son el barbo, la bermejuela, la boga, la locha espinosa y la trucha.

#### Invertebrados
Respecto a los invertebrados, se pueden encontrar una gran variedad de los comunes en la península ibérica. Podemos encontrar abejas (amenazadas), aceiteras, arañas tigre (venenosa), arañas lobo (venenosa), avispas, avispones, caballitos del diablo, cangrejos americanos, caracoles, chinches, ciervos volantes, cochinillas, escolopendras, garrapatas, grandes pavones, grillos, hormigas, libélulas, lombrices, luciérnagas, mantis religiosas, mariposas isabelinas (amenazada), mariquitas, moscas comunes, moscas perreras, mosquitos, ondas rojas (protegida), opiliones, orugas procesionarias, polillas apolo, pulgones, saltamontes, sanantonios, tábanos y zapateros.
|            |                    |                      |            |               |
| Gran Pavón | Mariposa isabelina | Caballito del diablo | Onda Roja  | Polilla Apolo |
|            |                    |                      |            |               |
| Aceitera   | Araña tigre        | Ciervo volante       | Araña lobo | Zapatero      |

## Historia

### Prehistoria

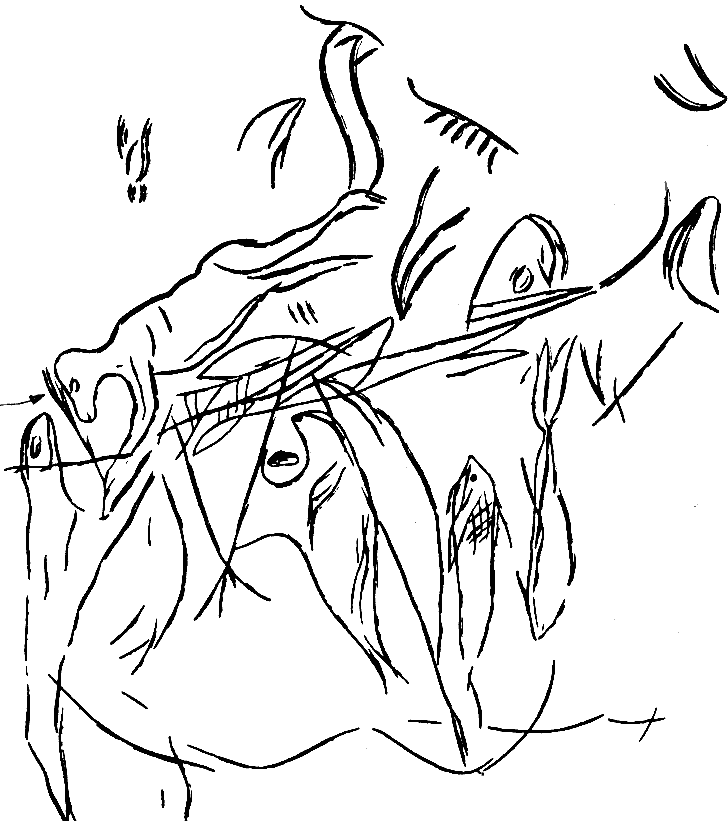
Ritual chamánico o un rito de iniciación de inmersión acuática en la cueva de los Casares

A pesar de que Huetapelayo tiene un entorno propicio para que hubiesen habitado seres humanos en sus incontables cuevas, a día de hoy no se ha encontrado ningún yacimiento arqueológico que así lo avale, pero podemos conocer cómo fue la vida tantos años atrás gracias a lugares cercanos en la provincia de Guadalajara que sí nos dan testimonio de habitantes tan lejanos en el tiempo.
Hace 150.000 años comenzó a habitar la especie del Homo neanderthalensis en la península ibérica, viviendo aquí hasta hace 35.000 años, también con hábitos de caza y recolección además del inicio de la práctica de las ilustraciones prehistóricas en los techos de las cuevas, la pintura y el grabado rupestre, como podemos encontrar hoy en día en la cueva de los Casares en el municipio de Riba de Saelices o en la cueva de la Hoz en Santa María del Espino.

### Época celtíbera
En el territorio del actual Huertapelayo habitaban durante la Edad de los Metales algunos grupos indígenas íberos como los lusones, los arévacos, los bellos o los titos, siendo el primer pueblo el que sea más probable según las indicaciones de los textos de Estrabón, que los sitúa en Luzón y Luzaga extendiéndose hacia las fuentes del río Tajo. Estos cuatro pueblos pertenecían al área cultural de los celtíberos, grupos de humanos autóctonos salpicados por la segunda oleada de migración de la cultura celta del norte de la península ibérica hacia las cuencas del Ebro y el Tajo cerca del año 650 a. C., siendo finalmente entre los años 600 y 550 a. C. cuando los belgas desde el río Jalón celtizaron a los lusones y los arévacos.
Finalmente, desde el siglo VI hasta el siglo I a. C.proliferarían los castros en el territorio. Son las tradiciones celtas las que han quedado en la cultura popular de la actualidad, en numerosas ocasiones adoptadas por la Iglesia para facilitar su inclusión en el territorio. Los lusones, arévacos, titos y bellos basaban su actividad económica en la agricultura (olivo, cebada y cereales), en la ganadería (cabras, cerdos y ovejas) y la industria textil con la fabricación de sayos. Los belgas del río Jalón aportaron a estas poblaciones el desarrollo de la metalurgia, incluyendo la fabricación de armas de hierro y rituales guerreros.
Encontramos un yacimiento celtíbero próximo a Pelayo, en el cerro de La Cabeza en Zaorejas. Data de lo siglo IX al siglo V a. C. quedando solo vestigios del muro y del foso.

### Época romana
Es de este período del que podemos aseverar con rotundidad que Huertapelayo ha sido habitado desde épocas antiguas. El vestigio más relevante y contundente para poder realizar esta afirmación es el que allí nombran como la Piedra Escrita. Se trata de una estela funeraria romana que se encontró en la vega del pueblo, entre dos campos de sembrado. En el año 2018, el investigador local, Juan José Estrada Martínez, logró contactar con el departamento de Historia de la Universidad de Alcalá de Henares (Joaquín Gómez-Pantoja e Ignacio Triguero) para analizar el texto que estaba gravado en ella. Tras examinarla y realizar un modelado digital tridimensional de esta, se pudo descifrar lo que estaba escrito en ella:

Texto en latín: Licinius / Matern(us) (...) / ucu crat(...) / XXXII(...)

Texto en castellano: Licinio Materno (...) 32.

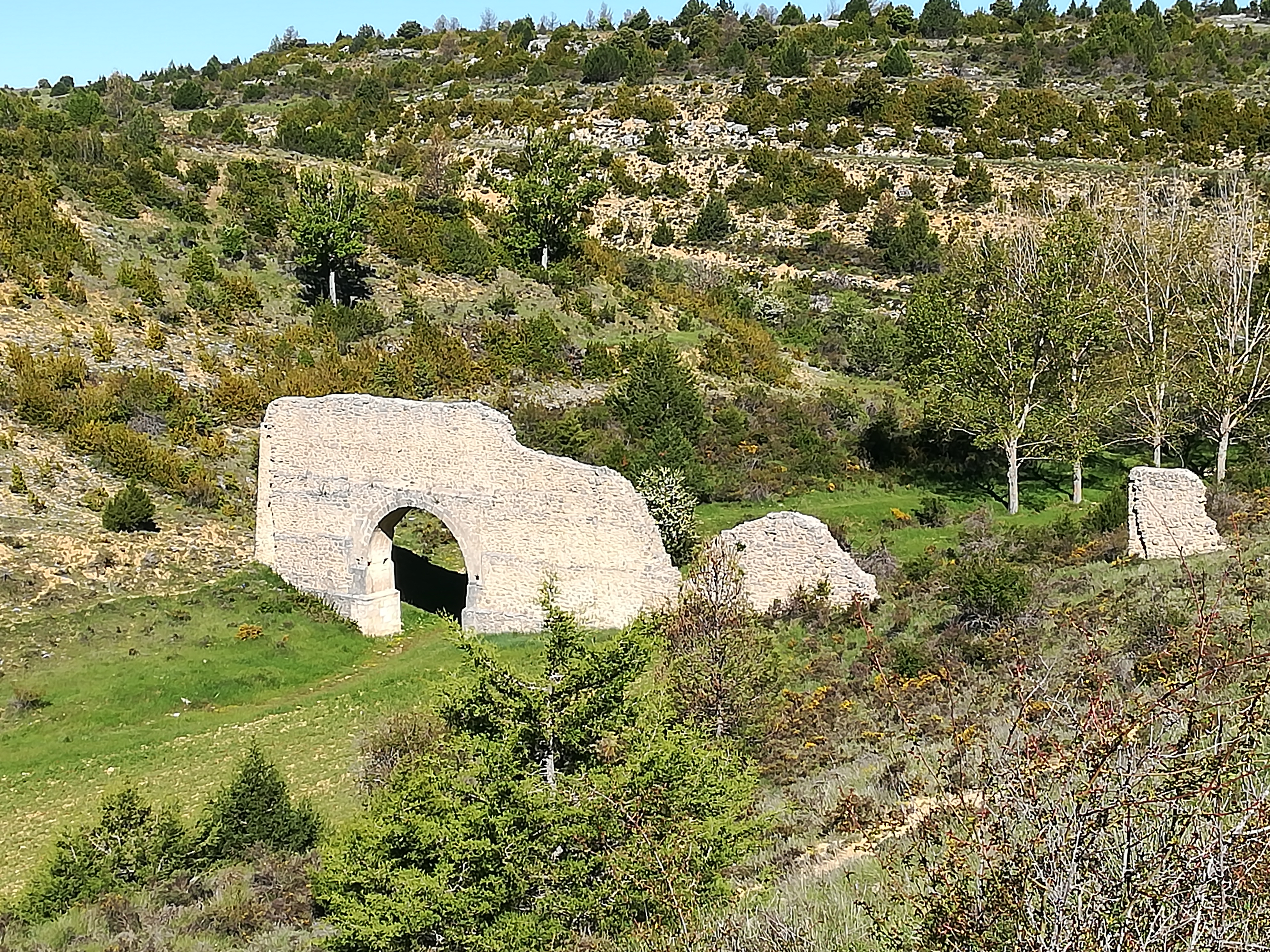
Acueducto o puente romano de Zaorejas.

Gracias a otra estela funeraria encontrada en el pueblo vecino de Huertahernando, podemos entender que romanos y celtíberos convivieron pacíficamente en la zona, siendo estos últimos los que acabarían asimilando la cultura de los mencionados en primer lugar. En ella se puede ver escrito:

Texto en latín: Turr(anio) · O/tesgui(cum) · Marcus / - - - - - -

Texto en castellano: A Turranio, de la gente de los Otesgos, hizo este monumento Marco...

Si nos desplazamos hacia el este, en Zaorejas, podemos encontrar otra estela funeraria romana. La inscripción dice lo siguiente:

Texto en latín: - - - - - - [- - -] · ux(- - -) · ân(norum) · LX h(ic) · s(it-) · e(st) · s(it) · t(ibi) · t(erra) · l(evis)

Texto en castellano: ... esposa de ... a los 60 años, aquí se halla. Que la tierra te sea leve.

También en Zaorejas pueden encontrarse un puente o acueducto romano. Las investigaciones a día de hoy no son concluyentes respecto a su naturaleza y uso. Varios autores ubican en Zaorejas la antigua mansio de Carae. Además se especula que entre los actuales Huertapelayo y Zaorejas pasase la vía Laminio-Caesaragusta, que se cruzaría con la vía Segontia-Carae que discurre hacia Huertapelayo para ir hacia Sigüenza por el Puente de Tagüenza que, según la tradición popular, es de origen romano, aunque ha sido construido y reconstruido varias veces a lo largo del tiempo y el actual data del siglo XX tras su destrucción durante la Guerra Civil. Durante la Edad Media, Moderna y principios de la Contemporánea, sirvió como paso natural entre la Tierra de Cuenca y el Ducado de Pastrana con el Ducado de Medina-Coeli (Medinaceli), perteneciendo Huertahernando a este y a la provincia de Soria.

### Edad Media

#### Época visigoda
Los visigodos comienzan a entrar en los territorios Hispania y el sur de la Galia hacia el año 409 d. C., llegando a un pacto en el año 418 entre el emperador Honorio y el rey Walia, en el cual prometían proteger Roma a cambio de que esta les permitiese vivir en su territorio.
En el año 476 Roma cae y los visigodos se ven con la oportunidad de formar su propio reino, primero con corte en Tolosa y, por presión de los francos, posteriormente con corte en Toledo.
No fue un cambio muy brusco, pues el pueblo visigodo ya conocía las costumbres del Imperio y era consciente de que su desarrollo técnico e institucional estaba por debajo del romano. El pueblo germánico no quiso en ningún momento imponer su cultura para desplazar la latina, sino que se adaptaron a los habitantes de la provincia de Hispania, por ejemplo, cedieron la ciudad de Mediolum (Molina de Aragón) a los castros celtíberos. En el año 429 la actual provincia de Guadalajara ya estaba totalmente bajo el dominio de los visigodos.

#### Época musulmana
En el año 710 surge una confrontación sobre quién ascenderá al trono del Reino Visigodo tras la muerte del rey Witiza entre los partidarios de Rodrigo y Agila II. El segundo de estos había hecho un pacto con el Califato Omeya para poder derrocar al rey Rodrigo, el cual murió en la batalla de Guadalete en el año 711 contra el general Tariq ibn Ziyad.

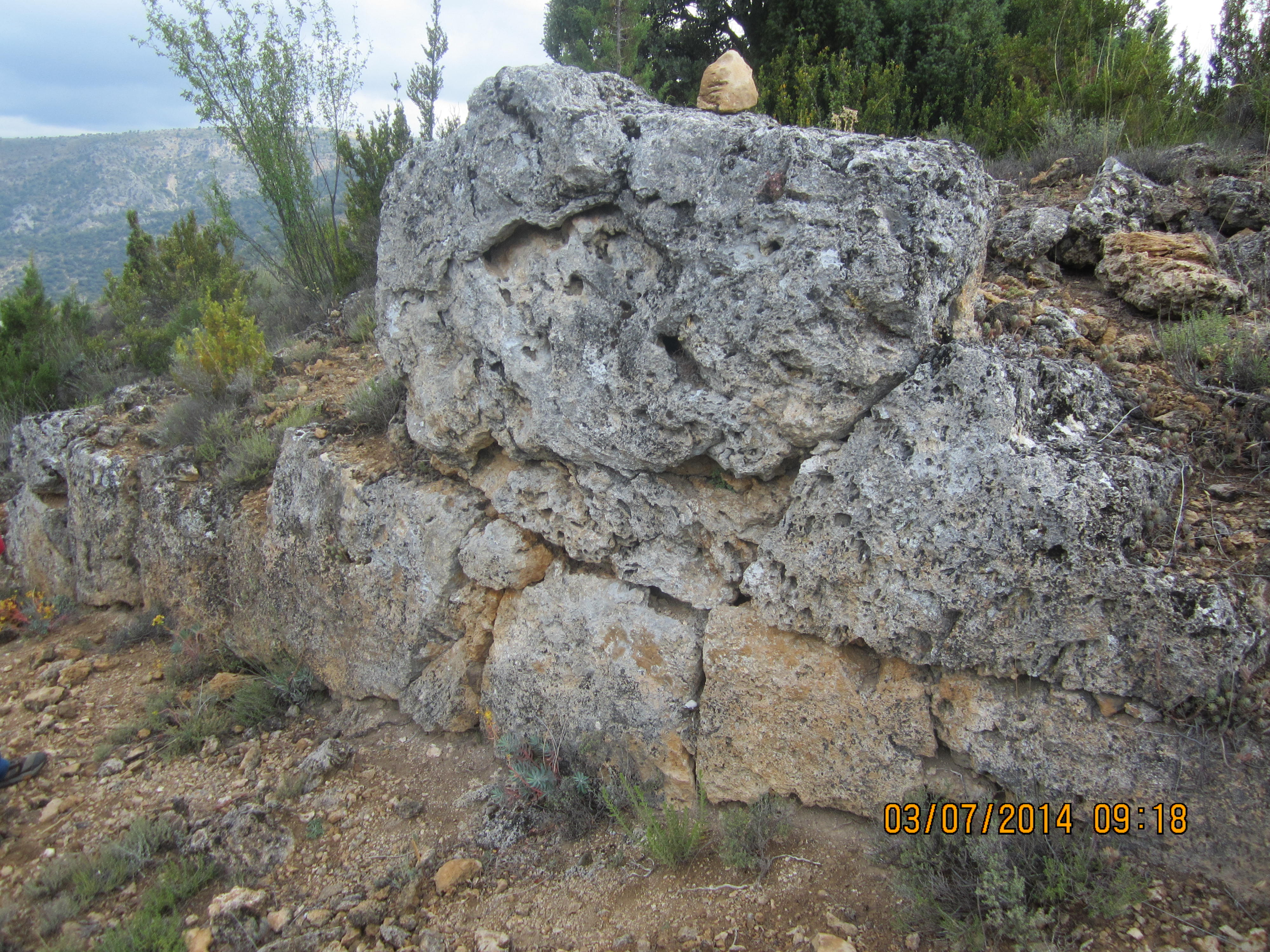
Ruinas de El Castillo.

Una vez cumplido su cometido el ejército bereber, no obtuvieron ningún tipo de recompensa, ni tampoco resistencia inmediata por parte de Agila II, así que comenzaron a comprar las tierras del reino a sus habitantes y estos se adaptaron a sus señores, es decir, a la cultura musulmana. El pueblo visigodo apenas opuso resistencia salvo en algunas batallas puntuales. En el año 713 Tariq conquista Molina (antigua Mediolum).
Huertapelayo no deja de ofrecer reminiscencias del pasado en varios topónimos del lugar, pues existe la Covacha de los Moros, una cueva en la que se dice que se escondieron algunos musulmanes durante las ofensivas cristianas a la orilla sur del Tajo. Existen unas ruinas denominadas como El Castillo que hace referencia a este tipo de construcciones defensivas. Se trata de un yacimiento que ocupa poca superficie en el que se puede apreciar grandes bloques de piedra que se utilizaron para construir un edificio defensivo. Estrada Martínez indica que se pudo tratar de una atalaya musulmana, ya que se encuentra en la orilla sur del río Tajo para avistar la orilla norte de este, desde donde venían las ofensivas cristianas.
También por toponimia, Estrada da a entender que los árabes pudieron tener poblados en las cercanías de Huertapelayo, dentro del término de la actual Zaorejas. Más próximo a Pelayo se encuentra el paraje de la fuente del Moro y las Atalayuelas, y un poco más alejado del término pero aún dentro de Zaorejas, las Placetuelas de los Moros.

#### Época cristiana

##### Conquista castellana
El 21 de septiembre de 1177, el rey Alfonso VIII de Castilla conquista la ciudad de قونكة (Qūnka) tras un conflicto contra el califa almohade Abu Yaacub Yúsuf. Como resultado, la población de la ciudad aumentó y apareció un buen número de aldeas, todo ello favorecido por el Fuero de Cuenca. Es en este momento cuando Castilla empieza a reforzar la línea fronteriza que suponía el río Tajo, encomendando la misión repobladora a la Iglesia. 

##### Repoblación de la zona

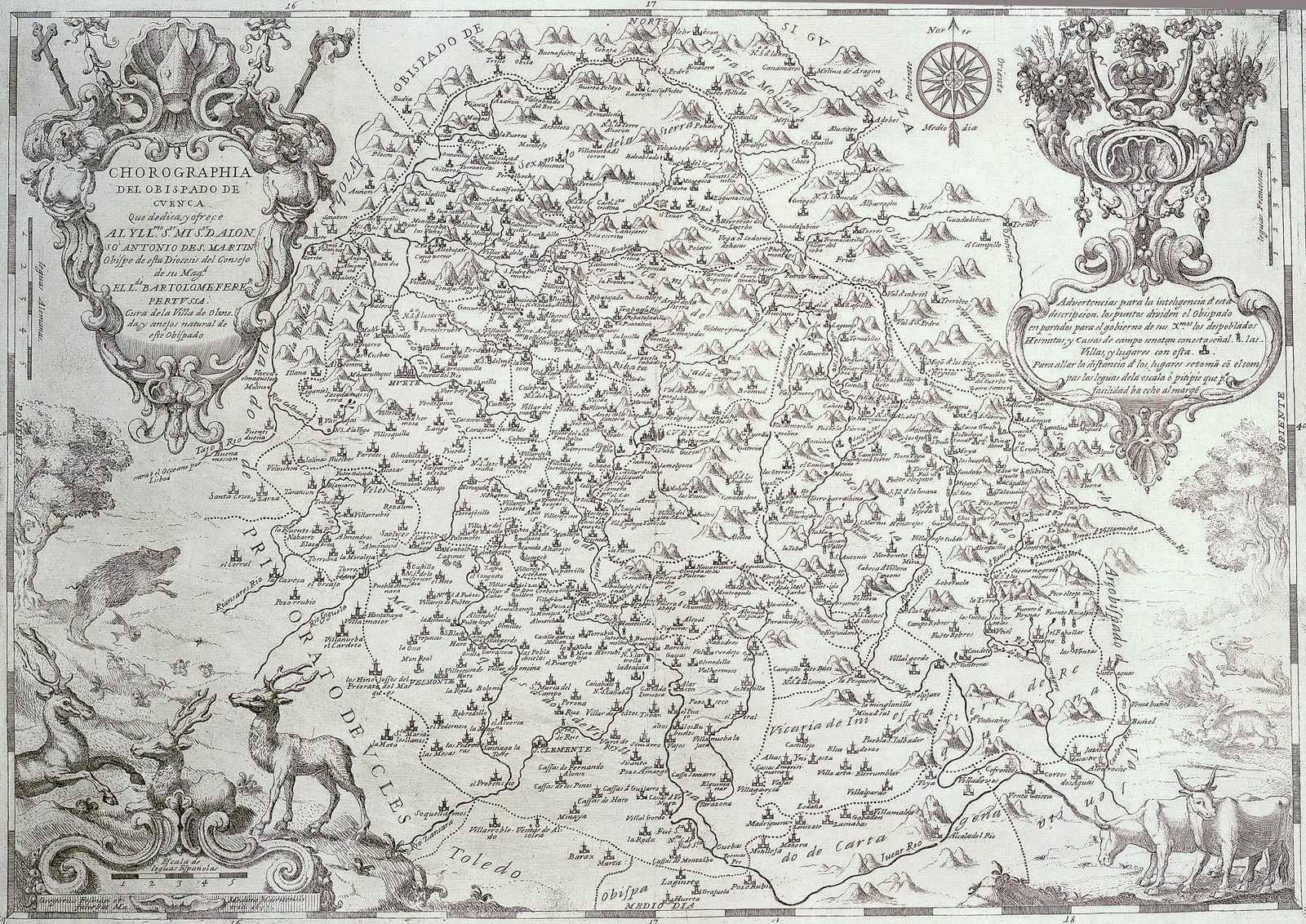
Mapa de la Tierra de Cuenca con Huertapelayo en el extremo norte, perteneciente al sesmo de la Sierra.

Leyendas aparte, los canónigos regulares de San Agustín tienen, ante todo, una misión defensiva, ya que la línea del Tajo, en la parte alta de la provincia de Guadalajara (por aquel entonces, Tierra de Cuenca), es aún fuertemente atacada por los musulmanes, durando su cometido alrededor de unos setenta años.
Es en el Señorío de Molina donde los canónigos regulares van a tener gran protagonismo, ya que se asentaron al poco de ser conquistada por Castilla, instalándose en Alcallech (Aragoncillo), Grudes (Prados Redondos) y Buenafuente (Olmeda de Cobeta), estando las dos primeras bajo jurisdicción de la tercera.
El 30 de abril de 1218 el rey Fernando III de Castilla acoge bajo su protección al Monasterio de Santa María de Buenafuente y de Alcallech, incluyendo a sus canónigos y todas sus heredades.
Estos canónigos regresaron algo antes de 1234 a Bosco Bertaldi al finalizar la cesión que el prior de allí le concedió al arzobispo de Toledo, Rodrigo Jiménez de Rada.
Las monjas cistercienses de Casbas (Huesca) se establecen ya en la zona hacia el año 1246 y ejercen una gran influencia en cuanto al asiento pacífico de sus moradores, con lo que el territorio, hasta entonces semidesértico, se repuebla de nuevo.

##### Mitos sobre la fundación de Huertapelayo
Los Casaricios es un despoblado dentro de los límites de Huertapelayo justo en la frontera con Armallones. A lo largo de esta delimitación territorial no solo se encuentra este yacimiento, sino que también podemos encontrar los de Villaseco, Villagrande y Villar de la Quente. Estas ruinas son de origen incierto todavía dos días, pero Los Casaricios, a primera vista y sin un estudio meticuloso, podría tratarse de un poblado de la edad de hierro según expertos de la Universidad de Alcalá de Henares, o de la posible mansio de Carae, según Abascal Palazón, aunque la ubicaba cerca de Los Calderones, pero no existe mucha distancia entre un paraje y otro. Estrada indica que la palabra "Casaricios" podría ser una deformación de "casalicios", cambiando la «-l-» por la «-r-». Un casalicio, según la RAE, es una vivienda unifamiliar, normalmente apuntando a su característica de edificio más que de casa, por lo tanto se trataría de una gran vivienda, por lo que no descarta que pueda tratarse de la mansio de Carae, o de una villa romana con otros edificios colindantes destinados a la ganadería y la agricultura. Además, Estrada expone que es curioso que las demás ruinas lleven el nombre de "villa" o "villares", mientras que este despoblado tenga un nombre que difiere del resto.
Sea cual fuere el origen de Los Casaricios, es interesante analizar cómo la Iglesia utilizó el yacimiento para justificar la repoblación de la zona. Así lo explica Juan José Estrada:

Un año se celebraba una boda en otro pequeño núcleo urbano a escasos metros de Villaseco, se lo conoce como Los Casaricios por este hecho, el nombre concreto no se sabe. Según cuenta la leyenda, una víbora cayó al caldero donde se guisaba toda la comida envenenándola toda y así pereciendo todos los habitantes de ambas aldeas. Los pelayos y armalloneros decidieron repartirse el legado de los desaparecidos quedándose Armallones con la figura de Santa María Magdalena y Huertapelayo con las dos campanas. 

No tardó en hacerse el milagro, pues al día siguiente la imagen sagrada apareció a la orilla del arroyo que cruza el pueblo. Este hecho se sucedió unas cuantas veces ya que la llevaban de vuelta a Armallones, hasta que los habitantes de éste decidieron dejársela a los pelayos porque María Magdalena quería estar con sus dos campanas y la encontraban en la ribera bebiendo agua para descansar del supuesto viaje. Los armalloneros crearon así esta estrofa:

Magdalena bendita,
pimpollo de oro,
no merece Pelayo
tan buen tesoro.

Según el artículo de María Ángeles Roque en la revista especializada en folklore de la Fundación Joaquín Díaz, estos acontecimientos eran creados para crear un trato sagrado y civil regulados por las ermitas en los lugares despoblados. 
En estas leyendas reside el eco del tan remoto origen de la cultura celtibérica. Las matres, en este caso, son la relación con la santa. Las matres eran representadas en triadas, así como la santa con sus dos campanas, siendo símbolos de la fecundidad humana. Esto nos hace recordar también a la triple diosa de la tradición wicca. La matre aparece como encarnación de la ley —en este caso: legitimación del territorio (y como la muerte: en este caso como acontecimiento que desencadena la leyenda)—. 

Esta tradición toma forma con el paso del tiempo hasta convertirse en las leyendas de las viejas donantes. Estos mitos explican que un pueblo celebra una boda y no invitan a una anciana por considerarla maligna. La mujer con rencor envenena las aguas o las fuentes, que representan la vida, segando así existencia de todo el pueblo. En estas historias se popularizó el uso de una salamanquesa como la causa del envenenamiento de las aguas, siendo éste un reptil considerado como alquímico en la tradición medieval y por sus connotaciones nigrománticas (resucitar a los muertos mediante magia negra). En Huertapelayo lo lógico es que se utilice a la víbora como reptil maligno, ya que es el más venenoso y es temido por su picadura en ocasiones mortal para niños, ancianos y mascotas, además la serpiente es la encarnación del mal para la Iglesia.
Las matres también tienen relación con la diosa Diana en el sentido de hada nocturna tomando forma de divinidad encargada de los asuntos de fertilidad, la noche, la muerte y los espíritus, algo que en el pueblo de Huertapelayo está muy arraigado hasta bien entrado el siglo XX.
También se torna en costumbre en componer una copla para la figura sagrada requerida, así como supuestamente hicieron los armalloneros.
Estas leyendas son frecuentes en las historias de algunas vírgenes de Burgos, La Rioja y Soria, zonas que han tenido influencia celtibérica al ser habitadas por éstos. Lo curioso del caso de Huertapelayo es que la divinidad es una santa y no una virgen como es costumbre. Actualmente, según nuevos descubrimientos historiográficos se ha descubierto que María Magdalena también es símbolo de maternidad y fertilidad, además de no considerarse tan inmaculada con la Virgen María, identificándose más con este lado oscuro de las matres.

El estado actual de las reliquias de esta leyenda es el siguiente: en la Guerra Civil española (1936 - 1939) todo lo de la iglesia parroquial fue quemado por una tropa del bando republicano capitaneada por un alto mando que posteriormente se cambió al bando sublevado. Sólo se salvó el retablo, un San Antonio y una de las campanas de esta leyenda con la cual se puede datar el origen de la imagen de la santa. María Magdalena fue decapitada y quemada. A la imagen se la sustituyó con otra nueva, pero resultó ser una virgen y el pueblo la anuló y la colocó en el retablo como la Virgen María. Se encargó hacer otra que resultó ser casi similar que la auténtica imagen, la cual es muy parecida a la María Magdalena del pueblo toledano de Villamuelas.

En la campana que queda se puede leer: 
Et berbvm caro factvm es / Anom 6131 / Sancta Maria Magdalean” y “Ece crvcen Domini / Partes ad berse / vici leo / de trivm davidis
Viene a ser un escrito a caballo entre el latín y el castellano que viene de la frase: "Ecce crucem Domini, fugite partes adverse, vicit Leo de Tribu Juba, Radix David, Alleluya" cuya traducción sería "Esta cruz del Señor, expulsa todo el mal. Vence el León de la tribu de Judá, raíz de David. Aleluya", siendo el león de Judá: Jesús. Por otro lado "Et berbvm caro factvm es" es la forma evolucionada hacia el castellano de "Et Verbum caro factum est" que significa "Y la Palabra/el Verbo se hizo carne/hombre". El año se fundió en sentido contrario al que estamos acostumbrados a leer: "Anom 6131" que sería "Año 1316".
Además se incorporó otra campana, más pequeña en memoria de la antigua destruida, que tiene planchado "Se fundió en Sigüenza por Francisco Colina y hermanos siendo cura párroco don Prudencio Taberner, alcalde don Ceferino Salmerón y año de 1923". Esto demostraría que la segunda campana no fue destruida en la Guerra Civil española como algunos creen, sino en alguna otra anterior, quizás en la Guerra de la Independencia Española, ya que su datación es anterior. 

Cabe destacar que en la actual frontera de Armallones y Huertapelayo se destaca una recta que pasa entre las ruinas de Villaseco (perteneciente al término municipal de Armallones) y entre las ruinas de Los Casaricios (perteneciente al territorio de Huertapelayo que es del término municipal de Zaorejas).

Lo que parece ser que está claro es que Huertapelayo se pudo haber fundado en la fecha que indica la campana (1316), o al menos esta habría sido creada cerca de la fecha de la fundación de la iglesia y, en torno a la iglesia, el resto del poblado. También se recurre a un mito celta (o celtíbero) para justificar la persona que fundó el pueblo:

Había una vez un noble hidalgo llamado Pelayo que huyendo de un caballero enemigo que quería deshacerse de él, llegó al Pozo de la Vega y allí guardó todas sus riquezas y lanzó un maleficio al escondrijo clamando que quien se atreviese a llegar hasta el tesoro caería sobre él o ella una terrible maldición. Su familia llegó poco después y a su hija le gustaba caminar por el campo y peinarse apoyada en aquel pozo, pues el agua le servía de espejo. Un día, sentada allí mientras acicalaba sus cabellos, apareció el hombre que quería la cabeza de su padre y la avistó, pero debido a la belleza de la doncella quedó prendado de ella. Quiso acercarse sigilosamente para sorprenderla, pero cuando le tocó la espalda para llamar su atención, ella se asustó y cayó dentro del pozo donde su padre había lanzado el maleficio, convirtiéndose en una sirena con la misión de proteger las alhajas que allí había conservadas. A partir de entonces se dice que se la puede ver peinándose al borde del Pozo de la Vega las noches de San Juan.
Esta leyenda hace clara referencia al mito de la Encantada que recuerda a las ninfas de la mitología clásica, el cual se repite en todas las zonas donde hubo influencia celta: Galicia, Asturias, Castilla, País Vasco... Es de vital importancia cómo se resaltan los elementos del relato:
El pozo:
Simboliza el mundo subterráneo, la feminidad y el misterio, siendo un elemento en el cual se penetra y además es húmedo y fértil, haciendo referencia al vientre de la Madre Tierra, de la cual nacían los seres mitológicos, en este caso: la sirena. No sólo implica el momento del alumbramiento al mundo, sino que también representa el inframundo, siendo así una metáfora del tránsito de la vida a la muerte (cuando la doncella cae al pozo). Probablemente se escogiera este mito como una referencia a la resurrección de la tradición cristiana, pues Cristo es enterrado en una cueva y sale de ella convertido en un nuevo ser completamente divino, dejando atrás su forma más terrenal. 
El espejo:
La doncella utiliza el reflejo del agua para mirarse mientras se peina. Es utilizado como un espejo, el cual representa el paso hacia otra dimensión en el folclore asociado con la magia, así como ocurre en la novela A través del espejo y lo que Alicia encontró allí de Lewis Carroll.
El peine:
Objeto que es utilizado como atributo para elementos magníficos femeninos como las sirenas, pues el surco que éste realiza en el cabello recuerda a la cola de un pez y su esqueleto descarnado recuerda a un peine, por lo tanto es una reminiscencia al elemento de la muerte.
La noche de San Juan: Es la noche escogida para sustituir la fecha celta de Litha, que indica el solsticio de verano, fecha en la cual los espíritus mágicos vagaban libremente cuando se ponía el Sol por el sur. El solsticio está marcado como el 21 de junio, pero se trasladó al 24 del mismo mes para cristianizar la celebración.

Otro de los mitos celtas que se cuentan en Pelayo es el del tío Lobero Baños.

##### Hipótesis sobre la fundación
Estrada lanza la hipótesis de que Huertapelayo fue repoblada por gente del reino de Navarra. Partiendo de que gran parte de la actual provincia de Guadalajara y el centro peninsular fue repoblado navarros, demostrado en la toponimia de algunos municipios (Azañón, Nuevo Baztán, Viana...), además de existir en Pelayo un barranco estacionalmente seco llamado barranco de los Navarros.
Tras fijarse en la toponimia, no duda en focalizarse también en la genealogía para su hipótesis, recurriendo a los orígenes de los apellidos, en concreto en el de "Herraiz". El sufijo «-z», «-ez», «-az", u «-oz» es patronímico de origen vasco (de nuevo Navarra), poniendo como ejemplo que "Martínez" significa "de Martín". Por lo tanto, "Herraiz", que evoluciona de "Herranz", significaría "de Herrán". Estrada sitúa el pueblo de Herrán en la actual provincia de Burgos, en la frontera con la provincia de Álava, un territorio que durante la Edad Media fue pasando de manos entre el reino de Castilla y el de Navarra. El investigador local explica lo siguiente:

En el año 852 d.C. al límite del Condado de Castilla con el Reino de Pamplona, fueron traídos unos venerables varones procedentes del sur de Francia por el abad Pablo. Allí se asentaron y se fundaron las Huertas de San Martín, citadas en el Cartulario de San Millán. Estos tiempos fueron los del primer Conde de Castilla, Rodrigo, hijo de Ramiro I de Asturias y Paterna, su segunda esposa.

Al tiempo, los recién llegados a esta nueva tierra, fundaron el pueblo de Herrán y la ermita de San Martín de Herrán (antíguamente San Martín de Ferrán), pues ellos eran procedentes de un pueblo homónimo situado en sur del reino de Francia Occidental (véase Herran), tras la división del Imperio Carolingio. Llegaron con una misión repobladora y militar.
Debido a su población limítrofe dentro del reino de Castilla con el reino de Navarra, los Herrán funcionaron como mercenarios de los nobles de ambas tierras, siendo enviados algunos de ellos por Sancho VII de Navarra a las islas Británicas como escolta de Juan I de Inglaterra, entre los años 1194 y 1210, pues era el hermano del ya fallecido Ricardo Corazón de León, marido de su hermana Berenguela de Navarra. Fue entonces cuando se les otorgó un escudo de armas en azur con una flor de lis y al sur de ésta una muralla. 
En el año 1231, estos caballeros que habían llegado desde Francia un par de décadas atrás, fueron reclamados por el rey Fernando III de Castilla para que ayudasen al comandante Álvaro Pérez de Castro a conquistar la ciudad musulmana de Sherish. Este batallón de caballeros no tenía una persona la cual capitanease a los cincuenta hombres, por lo que lanzaron unos dados a suertes recayendo tal responsabilidad en el caballero Martín Herrán que, según el tratadista Francisco Lozano, era descendiente de los Príncipes de Beaudemón. Este caballero fue uno de los más eficaces durante la conquista, por lo que el Rey le compensó con numerosas mercedes. 
Según se cuenta, la batalla de Jerez de la Frontera se llevó a cabo en el año 1231. Fernando III, rey de entonces en León y Castilla, envió a su hijo Alfonso a conquistar los reinos de Córdoba y Sevilla tutelado por Álvaro Pérez de Castro "el Castellano" y por Gil Manrique -posiblemente de los Manrique de Molina-. El emir enemigo Ibn Hud se interpuso con su ejército en la ciudad de Sherish con superioridad numérica y desde una posición ventajosa. Gracias a Pérez de Castro el ejército castellanoleonés obtuvo la victoria a pesar de tantos inconvenientes. Tras el triunfo cristiano sobre los musulmanes, los primeros atribuyeron su victoria al amparo del apóstol Santiago, el cual se dice que fue visto portando un estandarte blanco y una espada combatiendo junto a "el Castellano". 
Hipotéticamente se podría ver que Martín Herrán fue compensado por Gil Manrique a causa de esta batalla con tierras, las cuales Castilla quería repoblar para reducir la influencia musulmana en los territorios conquistados del norte del sitio de Cuenca y al sur del río Tajo (entre muchas otras que se repartieron entre el resto de los caballeros). Otro de los honores fue que el que sería el rey Alfonso X de Castilla condecoró su blasón (creado por Sancho VII de Navarra) con una Cruz de Calatrava entre cuatro estrellas, dando finalmente al escudo que ha llegado hasta nuestros días. Esta cruz de la Orden de Calatrava era una de las que poseían los canónigos agustinos que llegaron con misión defensiva a orillas del Tajo. Cabe destacar que cuenta la leyenda que el Puente de Tagüenza se hizo en ese lugar, porque el apóstol Santiago durante su predicación, tuvo que saltar con su caballo el estrecho surco del Tajo que hay entre lo que es hoy Huertahernando y Huertapelayo, y por ese motivo construyeron el paso. 
Tres de los caballeros de Herrán acabaron llegando a las orillas del Tajo al oeste y sur de Buenafuente del Sistal (o del Císter), utilizando las atalayas defensivas del alto de las montañas para construir las primeras casas. Éstos serían Fernando (Huertahernando), Sancho (Huertasancho, que actualmente es un lugar sin poblar dentro del término municipal de Zaorejas) y Pelayo (Huertapelayo). 
Según cuentan, del material rocoso de la atalaya del Monte Velasco se comenzaron a construir las primeras casas del pueblo. Llamaron barranco de los Navarros a la hendidura de donde nacía lo que hoy se conoce como el arroyo de la Vega, aunque actualmente el nacimiento de éste se considera que emana de El Cerro. Lo llamaron así porque los lugareños de los otros pueblos los apodaban "navarros" por ser conocidos por su servicio a Navarra y la cercanía de las Huertas de San Martín y de Herrán a este Reino. 

Cabe destacar que en el pueblo de Herrán existe una edificación que se llama Torre de los Templarios, de donde se podrían abrir nuevas hipótesis según la tradición oral de Armallones de la antigua existencia de un monasterio de la Orden del Temple y por qué Huertapelayo tiene de patrona a Santa María Magdalena. También, el escudo de este pueblo muestra una estrella de David, típica judía, coincidiendo con otra tradición oral pelaya que dice que el pueblo fue fundado por judíos.

##### Estelas discoidales medievales

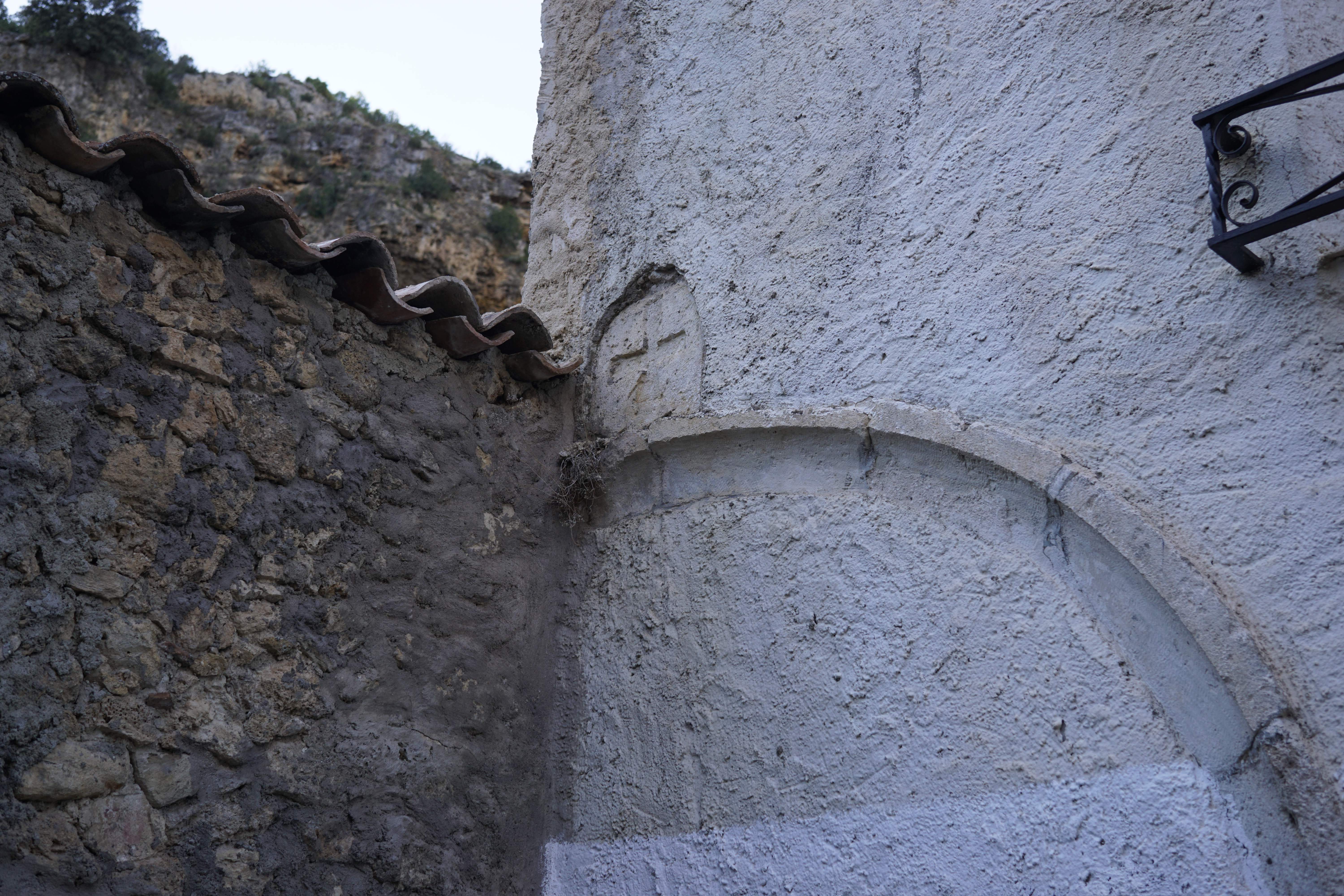
Pórtico de la iglesia primitiva.

El 11 de noviembre de 2019 se presenta al público el Boletín de la Asociación de Amigos del Museo de Guadalajara, donde Koldo Colomo Castro y la investigadora local, Marta Embid Ruiz, exponen que las dos estelas con cruces que aún permanecen en la fachada de lo que fue la iglesia primitiva de Huertapelayo, fueron estelas funerarias cristianas de los primeros moradores que se colocaron en dicho lugar a posteriori, cuando la casa sobre la que actualmente se asientan fue construida.

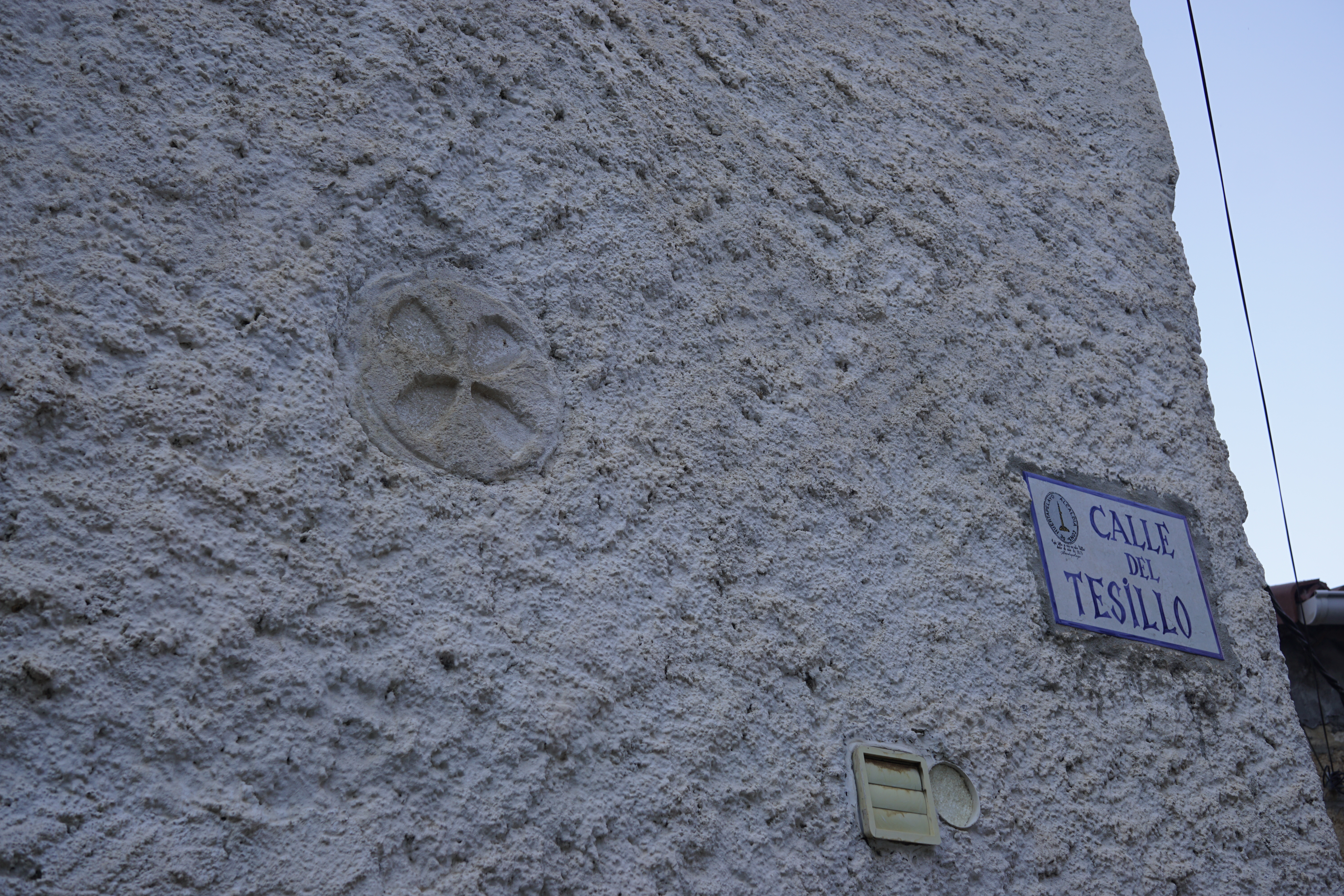
Cruz de la consagración.

Otro investigador local de Huertapelayo, Juan José Estrada Martínez, ve precipitado encasillar estas dos piezas en unas funciones tan limitadas. Según se ve la cruz del pórtico, Estrada argumenta que ve poco probable que se colocase a posteriori, extraída de una estela funeraria o de una primitiva puerta de un cementerio (hoy en día inexistente) y posteriormente dispuesta sobre él. Ve más probable que esa pieza esté en su posición original, ya que se sitúa como clave o sobre la clave del arco de ese antiguo pórtico y resultaría arriesgado incrustar en ese lugar una estela a posteriori, a riesgo del desplome la estructura. También apunta a que numerosas iglesias muestran una cruz en la cúspide del arco de su pórtico, tal y como se ve también en la actual parroquia de Pelayo. 
Respecto a la otra estela discoidal presente en la misma fachada, Estrada apunta a que es más probable de que se trate de una cruz de la consagración a que sea otra estela funeraria incorporada tiempo después. La gente de relevancia como alcaldes, sacerdotes, o con cierto nivel económico, decidía enterrarse dentro de las iglesias, bajo el suelo y bajo losa, mientras que la gente menos pudiente se inhumaba en el exterior en torno al templo, debajo de la tierra y con señales más económicas como cruces de madera o metal, más maleable y sencillo que tallar sobre piedra. Cabe destacar que todas las partes colindantes a la antigua iglesia están en pendiente, por lo que es muy posible que de haber existido un pequeño cementerio en torno a ella, pronto hubiese colapsado y, además, la "estela" de la fachada hubiese servido para consagrar el pequeño cementerio que se desarrollase en torno a ella. Estrada recuerda que también hay vestigios de que el cementerio primitivo se encontraba donde hoy se asienta la actual iglesia, por lo que se pudo utilizar como necrópolis entre los siglos XIV (cuando se teoriza con la fundación de Huertapelayo) hasta el siglo XIX (ya que el santuario fue construido en el siglo XVIII, pero no fue hasta el siglo XIX con el reinado de José Bonaparte que se prohibieron las inhumaciones dentro de los templos y se construyó el actual camposanto).

### Edad Moderna
Durante la Edad Moderna ocurren tres hechos significativos en Huertapelayo, uno que cambiaría la morfología del entorno natural, y otro del entorno urbano.

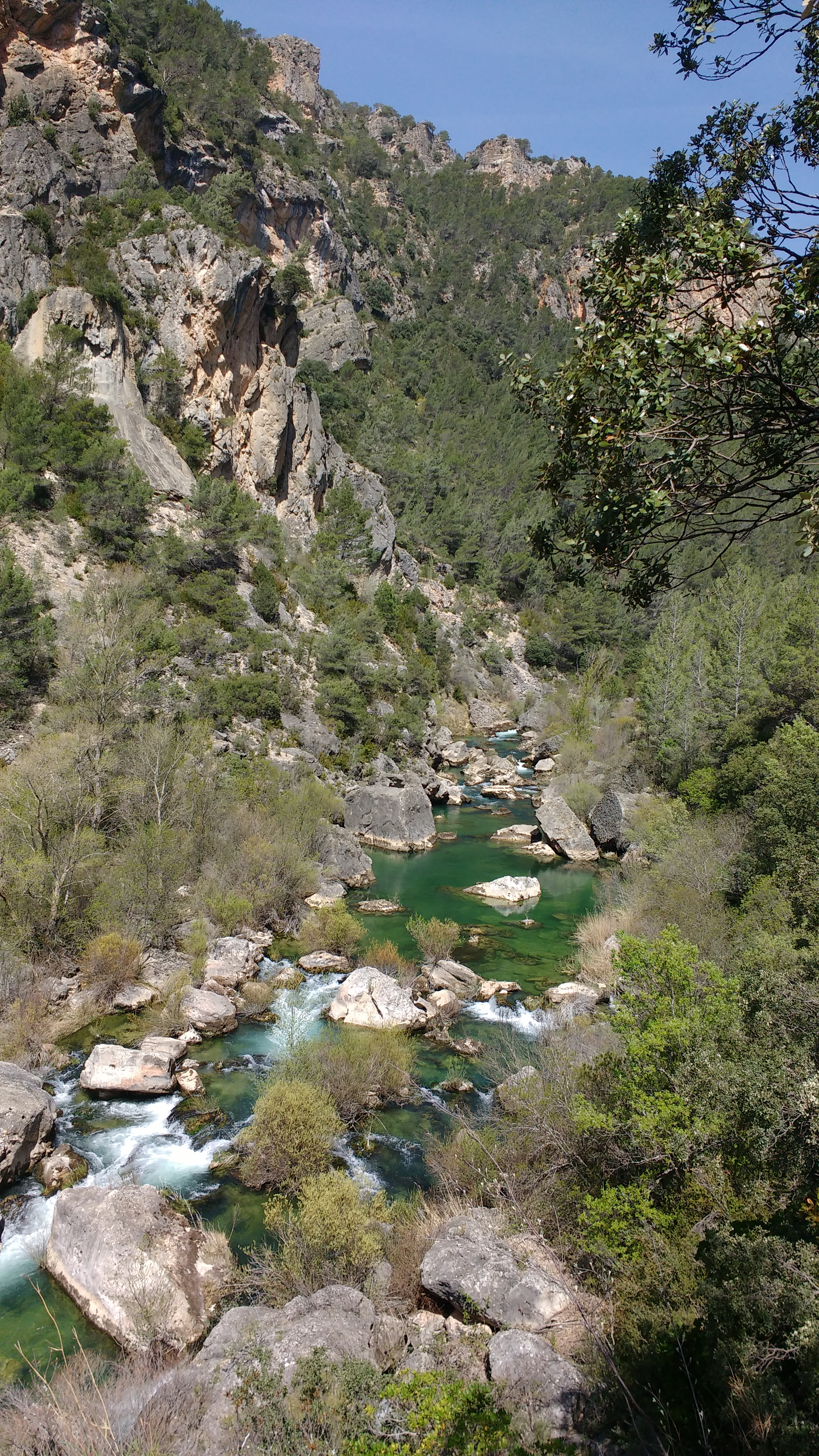
Hundido de Armallones.

En primer lugar, en el año 1578 el paisaje de Huertapelayo y el de Armallones cambiaría a causa de un evento meteorológico. Hubo un derrumbamiento que cortó el río de raíz, llegando a pescarse las truchas con las manos, hasta que el Tajo, poco a poco se abrió camino de nuevo, dejando los enormes bloques de piedra caliza como testigos; muchas de ellas desechas o diluidas por la acción del río. El cataclismo geológico ocurrió en la primera mitad del siglo XVI tras gran avenida que originó fuerte corrimiento de tierras y el derrumbe del estrato rocoso superior, cayendo tierra y peñascos en el cauce del río que quedó momentáneamente represado, al igual que las grandes rocas que encontramos por la carretera de entrada a Huertapelayo; de esta manera lo hubiera entendido el Sr. Pérez Villamil sin dejarse sugestionar por absurdas noticias que aceptó a la ligera, si hubiera leído atentamente, y reflexionado después, el siguiente párrafo de la "Relación" enviada por Ocentejo en 1578 a Felipe II:

«Acaesció en el rio Tajo en el término de esta villa, que con ser el dicho río mui caudaloso y yendo en grand crecida, se hundió una gran parte de un cerro do dizen la Tormellera de hacia el término de Armallones (no cabe más precisión), y atajó (represó) el dicho río y bolbió la repuya azaga (la corriente hacia atras o a la zaga) una legua, y abajo estavan esperando abajase la furia de la crescida quinze o veinte carretas de bueyes que iban con lana (este detalle comprueba la importancia de aquél camino Real y el vado inmediato) y querian pasar por un bado que acostumbraban, y por la gran crescida no se atrevían; y estando ansí, bieron estándose el agua (descendia rápidamente de nivel) en que bino a quedar en seco el bado; y a gran priesa los carreteros uncieron (a los bueyes) y pasaron sus carretas.
E yo el presente Escrivano digo y ha provado (un) vezino que fue desta villa que se halló presente en el dicho rio quando esto pasó, y que veia la pesca ir en capa de agua saltando (de charco en charco), y que tomó alguna qués, y por temor de que haria de benir gran crescida, (una vez) oradado lo que se havia hundido, se subian a los cerros altos las gentes porque temian havia de subir mucho el agua en alto.»

Por otro lado, el templo original sobre el que se fundó Pelayo se encontraba en un estado ruinoso tras más de cuatro siglos de vida y la población del lugar había incrementado. Es por ello que en el año 1744 solicitaron al obispado de Cuenca y a la parroquia de Armallones (de la que Huertapelayo dependía) la construcción de una nueva iglesia, mientras que los pelayos proporcionaron el material y los peones, según recoge Marta Embid Ruiz de unas epístolas entregadas por el sacerdote don Rafael: En el 1747 terminó la construcción de la nueva iglesia construida sobre el cementerio antiguo, al ser campo santo, y se celebró su finalización durante tres días.

### Edad Contemporánea

#### La Guerra de Independencia española

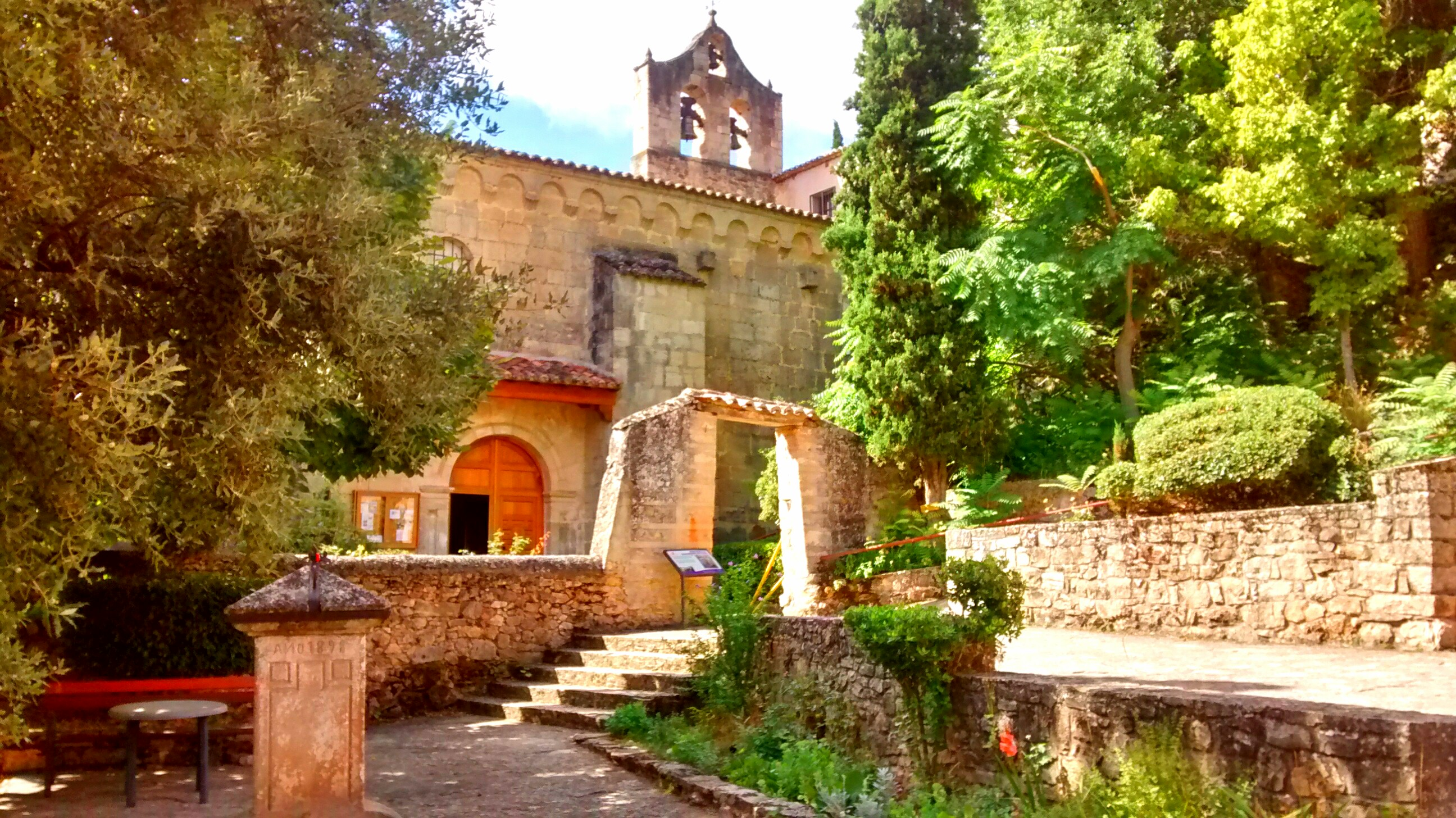
Monasterio de Buenafuente.

Tras la Revolución Francesa y el comienzo de la Guerra de la Independencia española el 2 de mayo de 1808, las tropas del general Joseph Léopold Sigisbert Hugo (padre del escritor Víctor Hugo, autor de obras como Cromwell o Hernani) no cesaban de intentar dar caza a la Junta de Guadalajara mientras las tropas de Juan Martín Díez "el Empezinado" intentaban darle jaque en los territorios lindantes con el río Tajo. Gracias a Inés Malo Celada, Cillerera del Monasterio de Buenafuente del Sistal podemos conocer cómo se vivió la guerra en las cercanías de Huertapelayo.

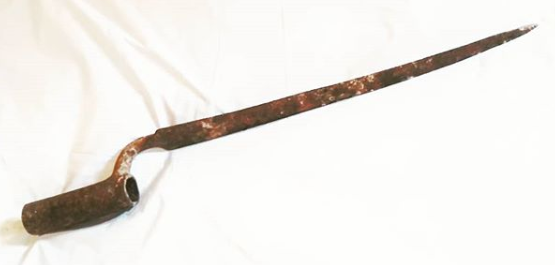
Bayoneta francesa conservada en Huertapelayo.

Las monjas de Buenafuente huyeron en numerosas ocasiones de su convento, yéndose a refugiar a una cueva de Huertapelayo conocida desde entonces como la Covacha de las Monjas, en la ladera norte del Picayo. Cada vez que el ejército napoleónico se aproximaba a guerrear y quemar Huertahernando o Cobeta y sus alrededores, ellas descendían el abrupto cañón que separaba la orilla norte de la sur para llegar a Huertapelayo. En alguna ocasión también llegaron a refugiarse acogidas en las casas del pueblo, pero la mayoría de las veces acudían a dicha cueva, hasta que acabó la guerra.
Es posible que Pelayo sufriese algún acontecimiento violento o bélico contra los franceses, ya que algunos vecinos conservan bayonetas de las tropas francesas y es muy probable que una de las campanas de la iglesia fuese destruida por éstos. Durante el reinado de José I, se ordenó que no se enterrasen más muertos en las iglesias, como parte de un plan de sanidad. Se construyó entonces el actual cementerio de Huertapelayo a las afueras. Cabe destacar que aún hoy los pelayos cuando van a misa, se sientan sobre los lugares donde están enterrados sus antepasados y a esto se le llama "guardar sepultura".
En el año 1826 las monjas comenzaron a restablecer poco a poco su nueva vida en común en el monasterio hasta que en el año 1836 se vieron sacudidas por la Desamortización de Juan Álvarez Mendizábal, que las hizo perder sus censos, fincas, vales reales, rentas, etcétera. Estos bienes pasaron a ser del Estado que a su vez los sacaron a subasta y fue aquí donde muchos pelayos compraron tierras para labrar y sacar resina, comprando casi la totalidad de las tierras y creándose así un barrio en torno al monasterio, pues también construyeron casas.

#### La emancipación de Armallones
En el año 1839 el pueblo de Huertapelayo solicita tener un párroco propio y así dejar de depender de la parroquia de Armallones, pues en pocos años se sucedieron muchos sacerdotes y apenas brindaban ayuda espiritual a los feligreses pelayos. La epístola recogida por Marta Embid Ruiz, dice lo siguiente:

Carta del Ayuntamiento de Huertapelayo al Obispo pidiendo un sacerdote (enero 1839)

La justicia Ayuntamiento y vecindario de este Lugar de Huerta Pelayo: con el debido respeto hacen la siguiente representación a V.S. Illma.
Careciendo siempre en parte y algunas veces en todo del pasto espiritual, por carecer de un sacerdote, que con libertad haya de concederlo; motivo que los señores curas de Armallones han querido siempre los thenientes les sirva casi de valde apropiándose de todo y no de celar y cuidar de sus feligreses; dichos tenientes no han podido existir y así es que en 10 o 12 años poco más o menos ha habido cinco o seis y en este tiempo varias veces muy uno padeciendo notables daños.
Este pueblo se compone de 360 almas más que menos; su vecindario religioso en todo, sus diezmos les dan con toda religiosidad si lo corresponde es el párroco, se le concediere a este estamos seguros que no le faltaría un sujeto que no concediese el bien espiritual y corporal y mirase por si Iglesia la que está eternamente abandonada.
Por tanto:
A V S. Illma, Suplicamos digne tomar en consideración esta solicitud a fin de que en ningún tiempo tenga el cura de dicho Armallones intervención alguna con este pueblo, tratando como tratamos de separarnos del y tener un sujeto idóneo que merezca la confianza de V.S. Illma. Al que se le concederá lo que le corresponda en tercias derechos parroquiales etc, y en caso necesario este vecindario hará todo sacrificio para [...] Con asta aquí Dios guíe a V.S. Illma. Para el bien de este obispado. B.S. L.M. de V.S. Illma.. S.M. H.S. Huerta Pelayo y Enero de 1839.
Firmará la Justicia del Ayuntamiento y Vecinos. Este es el primer paso nombrando un sujeto que se presente al pueblo para practicar las diligencias que se sigan y no me mencionará V. para nada esto lo hago por servir a V. y a todo el que trata en el asunto.
T.M.S.P.G.

#### El general Espartero

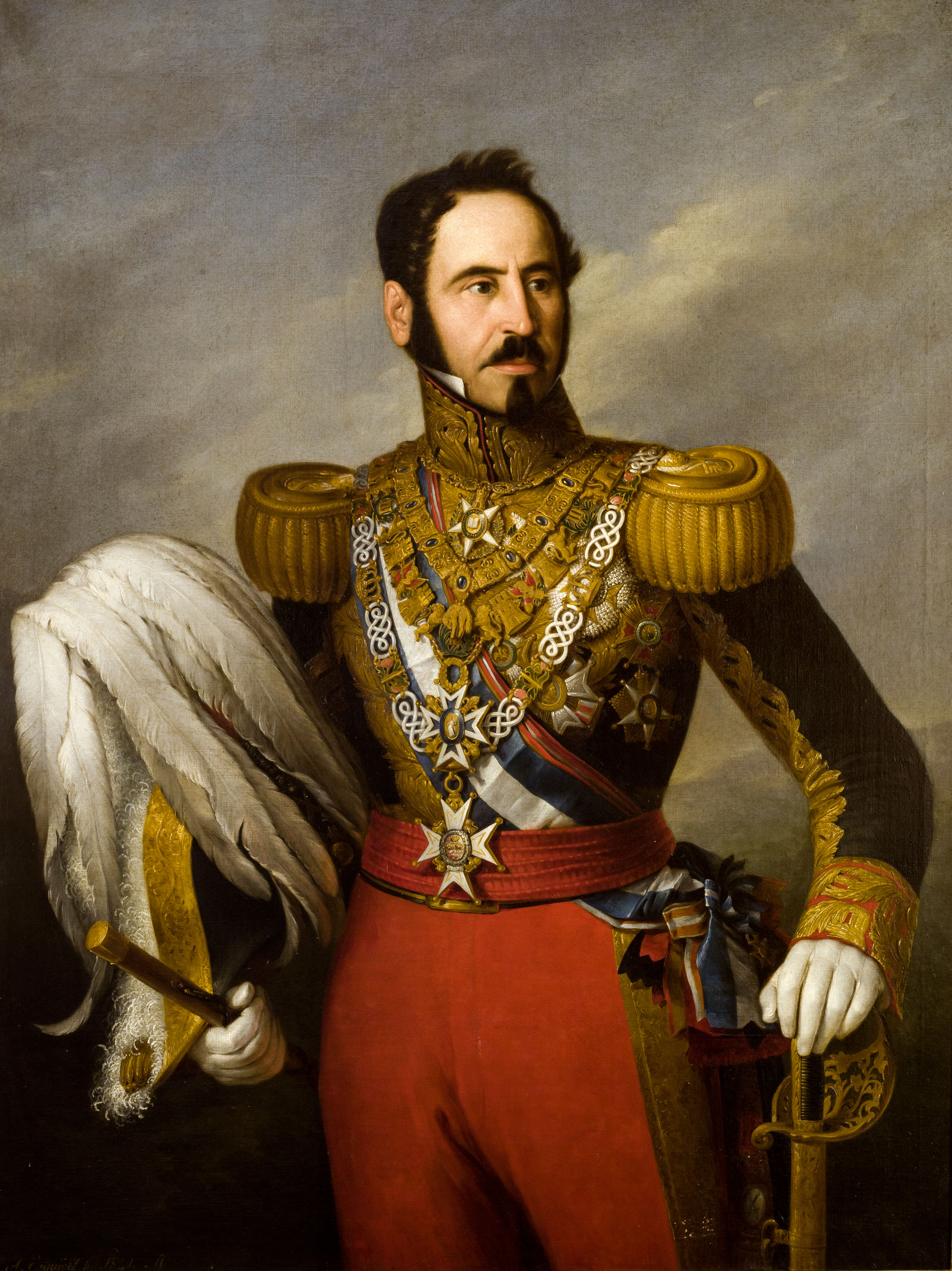
Retrato del general Espartero.

Según recoge V. Mariño en la Revista de Obras Públicas en la sección de "Puentes sobre el Tajo" de la provincia de Guadalajara, en este mismo año de 1839, el general Baldomero Espartero cruzó el puente de Tagüenza con todo su ejército para llegar a la ciudad de Cuenca durante el final de la primera guerra carlista.

#### Huertapelayo como villa

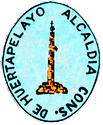
El distintivo de "villa" es utilizado como escudo de Huertapelayo.

En el año 1855 se le otorgó a Huertapelayo el título de villa, dignidad que se da a un núcleo de población por una serie de reconocimientos e importancia dentro de su entorno, además de permitir celebrar mercados y ferias. Hoy en día se usa el sello de la villa para los documentos oficiales.

#### Los cinco olmos
El final del siglo XIX estuvo plagado de historias que hoy quedan en el anecdotario de las personas más ancianas de Pelayo. Entre ellas fue importante la figura de Pedro Martínez, el alcalde en su momento, el cual decidió plantar cinco olmos por el pueblo en honor a su único hijo varón, Elías, pues anteriormente solo había tenido prole femenina y este acontecimiento le colmó de ilusión. El dinero para ello corrió de su cuenta y fueron plantados en la plaza frente a la iglesia, en la plaza del Ayuntamiento, en la plaza de la Cebada, en la plaza del Tesillo y dos en el camino de los Toriles, en la parte superior oeste del pueblo. Lamentablemente estos olmos fueron eliminados, quedando tan solo los de la plaza de la Iglesia y del Ayuntamiento, pero fueron talados en la década de 1990 al contraer grafiosis. Actualmente solo queda un olmo, el cual se replantó en la plaza del ayuntamiento y preside la postal principal de Pelayo, adornado el año 1998 en su base por una fuente de tres bocas diseñada por Francisco Javier Estrada Lorenzo y construida por Máximo Portillo Herraiz y Simón Martínez Herraiz.

#### Pelayos en Nueva York
Se hace crónica en el diario ABC de la famosa cena de pelayos en Nueva York durante la Nochebuena en la década de 1920, de la cual Manuel Penella escribió una canción añadiendo Suspiros de España de Antonio Álvarez, e interpretada por Concha Piquer. Los pelayos habían emigrado a Estados Unidos en la década de 1920 en busca de trabajo y, al no poder regresar a España por la lejanía, se reunieron en Nueva York con sus paisanos para cenar, reír y llorar de nostalgia de su tierra.

#### La Guerra Civil

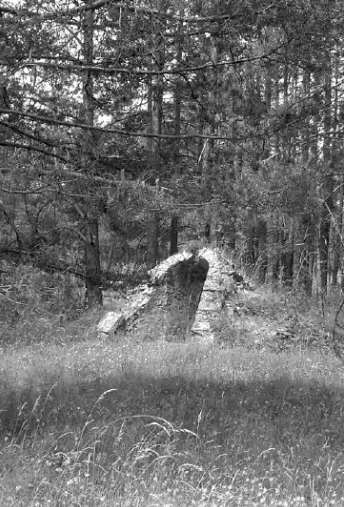
Refugio en el aeródromo de Zaorejas.

La historia de la Guerra Civil contiene diversas anécdotas. Una de ellas habla de Simón Martínez Herraiz, que a él junto a su hermano Joaquín y a su padre Quiterio les sorprendió el inicio en Rillo, por lo que se apresuraron a regresar a Pelayo para volver con su familia. En la orilla de Huertahernando se asentó el bando sublevado y en el de Huertapelayo el bando republicano. Los soldados republicanos entraron en la iglesia y sacaron algunos santos, entre ellos Santa María Magdalena y a San Isidro Labrador (traído por los salmeronenses siglos atrás), decapitándolos y quemándolos. Solo se salvó el retablo barroco que preside la nave y un San Antonio que un pelayo pudo esconder que ahora se encuentra uno de los nichos de dicho retablo. Poco tiempo después el bando nacional dinamitó el Puente de Tagüenza para que los republicanos no cruzasen el Tajo hasta Huertahernando.
Los republicanos asentaron trincheras en la Cabezuela, el Portillo y Cabeza Lapuente. Uno de ellos compró un cordero para tenerlo como mascota, un día cerca de donde había estado el Puente de Tagüenza la oveja se escapó y el soldado fue en su busca, con tan mala suerte que sus compañeros republicanos pensaron que era alguien del bando nacional y acabaron con la vida de ambos.
Otra trágica historia es la de que un soldado republicano se cambió al bando sublevado, y al enterarse de esto los soldados de la república que se asentaban en Pelayo, supusieron que su amigo había sabido de antemano este movimiento y por lo tanto se había filtrado información de los movimientos militares de la zona. Éste fue arrestado y retenido en una casa, donde se ahorcó suponiendo que la República lo ejecutaría. El cadáver fue enterrado fuera del cementerio de Huertapelayo porque no había nadie que costease su funeral.

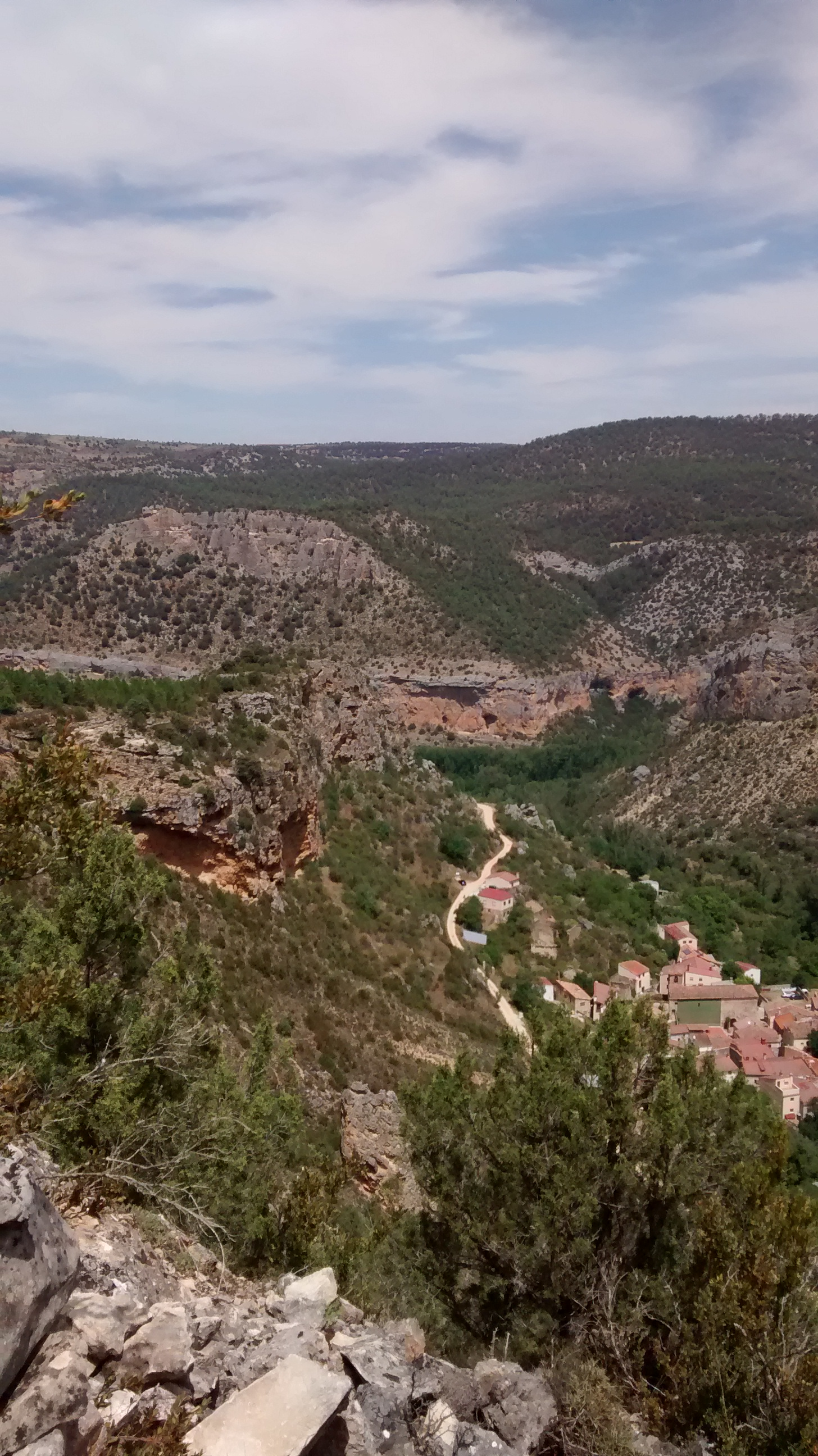
Huertapelayo y la orilla norte del Tajo desde las trincheras del bando republicano con vistas a Huertahernando, donde estaba el bando sublevado.

Los pelayos vivieron la guerra con bastante miedo, pues se encontraban todo el día en línea de tiro de ambos bandos. De nuevo Simón junto con su amigo Doroteo estaban merendando un día que tenían que cuidar sus ovejas y cabras, parando en una cuesta en la que no debían y los nacionales dispararon un obús a donde ellos se encontraban. Por suerte el proyectil alcanzó la parte superior de la cuesta y la metralla salió despedida por encima de ellos sin llegarlos a dañar. Cabe destacar que tiempo después los sublevados se llevaron unas 200 cabras de Pelayo, quedando nada más que una.
Murieron seis o siete pelayos durante la guerra civil española, en la batalla del Ebro que duró cuatro meses murieron algunos; en Arganda murieron dos y otro quedó con la pierna amputada; el nieto del tío Navo, Ángel, murió en Teruel sin dejar descendencia y siendo hijo único y dejando a su madre, Gregoria Embid, que ya estaba viuda, se quedó sola en el mundo, pues su otra hija falleció tiempo atrás. Joaquín Martínez, se encontraba en el frente de Madrid y le dispararon traspasándole un brazo, parte del pectoral y atravesando el otro brazo de un mismo proyectil.
En el año 1939, casi al final de la guerra, llegaron al pueblo varios partidarios de la CNT (Confederación Nacional del Trabajo) y capturaron a los máximos representantes de la villa en el Ayuntamiento. Allí les dijeron que si no se afiliaban a su confederación no salvarían la vida, así que el alcalde Ceferino Salmerón y otros mandatarios firmaron, pues en el pueblo había ganado las elecciones el partido de la CEDA (Confederación Española de Derechas Autónomas).
Tras la Guerra Civil, el alcalde Ceferino Salmerón se dedicó a la restauración de la iglesia, que había sido totalmente desvalijada, salvo las campanas y el gran retablo barroco. Lo primero que se colocó fue la imagen de San Antonio de Padua que había conseguido salvar un vecino del pueblo. Posteriormente llegaron otras como el Cristo de Medinaceli y el Cristo del Sepulcro. Hubo controversia con la reposición de la imagen de Santa María Magdalena, pues trajeron una que no se le parecía nada y resultó ser la Asunción de la Virgen, por lo que esta pasó a ocupar la parte central del retablo. Posteriormente llegó una imagen de la discípula de Jesús más fiel a la anterior y que es la que se puede encontrar en la parroquia actualmente. También se colocó el embaldosado actual del suelo, cubriendo las piedras que cubrían antiguas tumbas. No se sabe a ciencia cierta quién se encargó de las donaciones de las figuras y cuadros, como el tríptico de La huida de José, María y Jesús a Egipto, pero se conserva una gran cruz colgando en una pared donada por los Padres Redentoristas fechada el 22 de noviembre de 1942.

#### Los maquis en el Hundido de Armallones

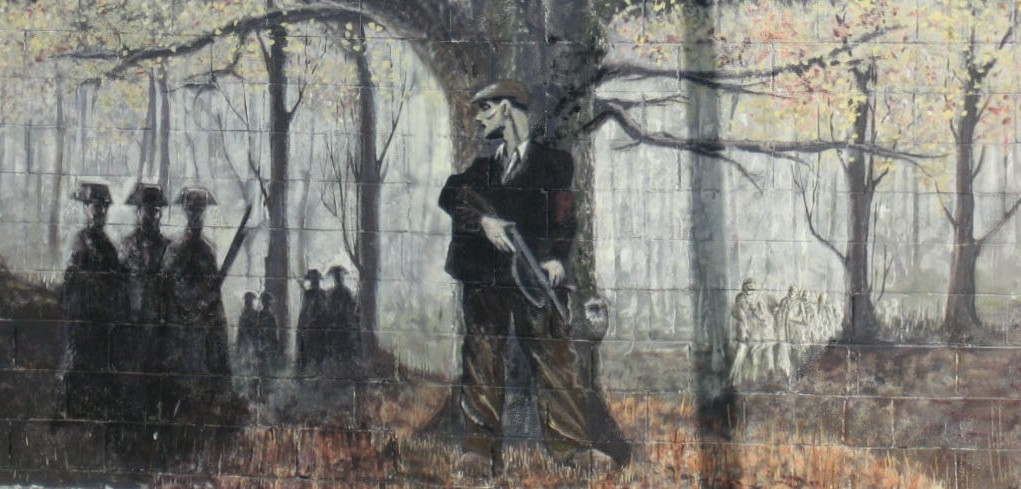
Grafiti en un muro de Sallent de Llobregat, rememorando a los maquis españoles.

Tras la Guerra Civil el cañón del Alto Tajo fue un refugio para los maquis, un grupo guerrillero antifranquista. Una joven de dieciocho años de Pelayo, llamada María de la Paz Martínez Herraiz, iba caminando por las cercanías del cementerio y vio en el suelo una cruz de metal tumbada, no se sabe si de alguien de dentro o del soldado que había sido enterrado fuera de éste, por lo que ella, suponiendo que sería la primera opción, la cogió y la lanzó a las inmediaciones del cementerio. A los pocos días, ella se encontraba regresando al pueblo desde las Povedillas (a dos horas andando del núcleo urbano) y vio que un ser de aspecto extraño salía de una cueva, a lo que ella pensó que era un espectro que salía en su busca. Llegó corriendo al pueblo desbocada, pero entre el susto y la carrera falleció y fue enterrada donde había caído la cruz que días antes había devuelto ella. Posteriormente se descubrió que podría haber sido un maqui de aspecto desaliñado que se escondía en el Hundido de Armallones. Éste fue arrestado y tanto Pelayo como Armallones decidieron prender fuego al Hundido para hacer salir a todos los maquis que allí se encontraban escondidos para que dejasen de dar problemas a la gente de estas tierras.

#### El éxodo rural
Durante el período de posguerra llegó el éxodo rural de esta zona ocurrió entre 1930 y 1950 llegándose a quedar casi todos los pueblos de esta zona prácticamente desiertos.
Los motivos geográficos y geológicos de esta emigración hacia las grandes ciudades fue principalmente la comodidad de tener todo a mano, pues los pueblos estaban muy distantes unos de otros y sus caminos, que funcionan como conexiones entre sí, son estrechos y angostos. Gran papel en este hecho lo tiene el suelo. Es muy complicado realizar una vida rural en estas zonas, pues a unos pocos metros o incluso a unos centímetros de la superficie de la tierra encontramos la roca madre, lo que hace que la agricultura sea una ardua tarea con resultados escasos. Esta roca es caliza, por lo que el relieve de la zona cuenta con numerosos peñascos y cañones creando grandes depresiones entre ellos y complicaciones a la hora de crear terrazas para la plantación y caminos adecuados para vehículos, además que, debido a la altura de estas grandes paredes de piedra, estas zonas cuentan con pocas horas de sol al día, luz fundamental para la fotosíntesis y un buen crecimiento de los vegetales. También, este tipo de roca hace que el agua cale dentro de ella formando en la zona numerosas simas filtrando rápidamente los nutrientes por debajo de sus raíces.
Respecto a la ganadería, contaban con animales medianos como la oveja, la cabra y el cerdo, y para desplazarse la mula. La gente comenzaba a emigrar a las ciudades por temporadas y era complicado mantener a estos animales, por lo que los vendían a pastores de pueblos con grandes llanuras donde pudiesen pastar, como lo son Zaorejas, Villanueva de Alcorón y Molina de Aragón.
Las vías de comunicación eran otro factor importante. Si tomamos como ejemplo pueblos como Huertahernando, Huertapelayo, Armallones, Villar de Cobeta o Corduente, encontramos que para acceder a ellos es necesario atravesar dificultosas carreteras secundarias, por lo que quedan escondidos y solo sus antiguos habitantes y descendientes conocen su presencia sin necesidad de indagar para realizar un viaje turístico. En cambio, si ejemplificamos con Zaorejas podemos observar que la carretera hasta este municipio no se bifurca y se conserva en buen estado. En el caso de Molina de Aragón, se aprecia que es una zona de paso importante entre la Meseta Central (Madrid y Guadalajara) con el Sistema Central y el Valle del Ebro (Teruel y Zaragoza). Esta excelente posición en las vías originales de transporte (pues la ruta fue modificada por la construcción de la autovía A-2 en años posteriores) obligaba a parar en pueblos aledaños que podía ver enriquecida su economía local.
La gente de estos pueblos emigró hacia Estados Unidos, Francia, Bélgica y Alemania fuera de la península ibérica; y a Madrid, Alcalá de Henares, Guadalajara, Zaragoza, Bilbao y Barcelona dentro de las fronteras de España. Pero antes del éxodo rural que se dio en el país a mediados del siglo XX, la gente de estos pueblos ya viajaba a Estados Unidos y a la Guinea Española en busca de trabajo, lo que resultaba un preámbulo a lo que sucedería en décadas posteriores.

#### El renacimiento de Huertapelayo
Años anteriores de la década de 1980 la gente había ido regresando al pueblo, pocos a residir y los más a pasar períodos vacacionales. Símbolo de la inminente resurrección del pueblo fue el entierro de la abuela Engracia, que reunió a tantos, y la construcción de los puentes para los carriles y del Portillo, una oquedad que permitía el paso de los automóviles a través de un gran peñasco, dándole un encanto todavía más poderoso a Pelayo.
Durante los años posteriores se restauraron algunas fiestas y tradiciones, ya como pedanía de Zaorejas y se formó la Asociación de Hijos y Simpatizantes de Huertapelayo presidida por Bienvenido Villaverde Embid. El renacer de Pelayo fue lento, llegando el alumbrado público en la década de 1990, entrando a formar parte del parque natural del Alto Tajo en el año 2000, e instalándose la televisión en el año 2007.
También en 2007 el pueblo acogió la grabación de parte de la película Una palabra tuya, dirigida y escrita por la expresidenta de la Academia de Cine y exministra de Cultura de España, Ángeles González-Sinde. Esta fue protagonizada por Malena Alterio y Esperanza Pedreño.
El año 2018, sin duda, fue un año de cambios. Bienvenido Villaverde pasó a convertirse en alcalde pedáneo y concejal de Huertapelayo en el Ayuntamiento de Zaorejas, siendo ahora el presidente electo de la Asociación, Enrique Embid. También llegó la cobertura móvil, aunque con algunas carencias para clientes de algunas compañías telefónicas, por lo que algunos ya no necesitaban depender de la señal Wi-Fi local.

## Etnografía

### El aguinaldo
Entrado el invierno llega la época de los aguinaldos, pero en Huertpelayo no se pedían únicamente en época navideña, sino que a cualquier forastero que pasaba le cantaban estos versos:

Caballero forastero que has llegado sin licencia a este lugar,
somos mocitas de Cristo, limosna nos has de dar.
Con un céntimo que des, es una corta limosna. 
Se queda Dios satisfecho y allí tenemos su gloria.
Juliana Salmerón Embid.

El aguinaldo tiene origen en el período invernal celta y recibe su nombre en Francia que se desprende de la frase an gui de l’an neuf que significa “el muérdago de año nuevo” (MAGÁN, 1992: 171).

### El Judas

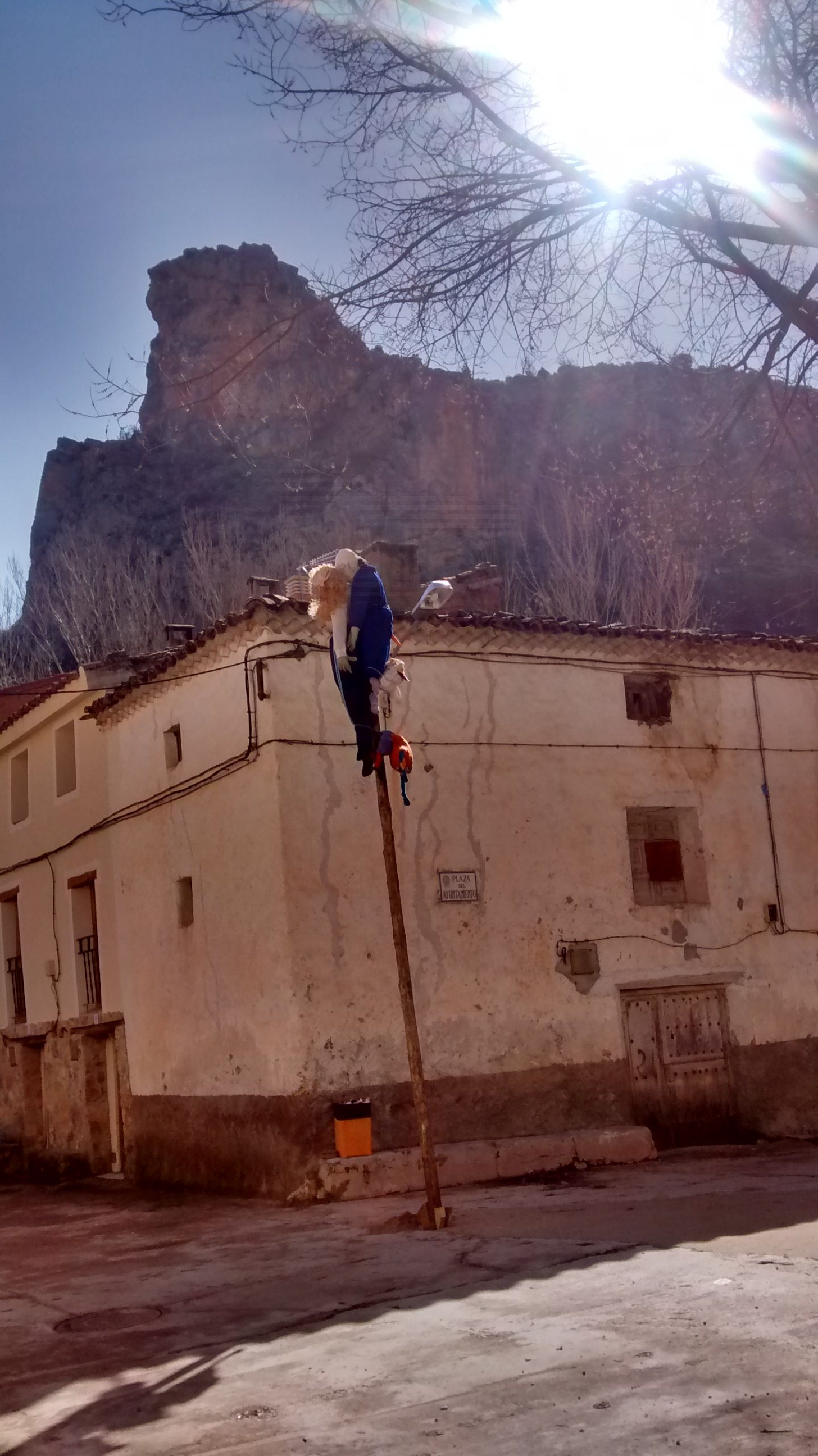
Quema del Judas en Huertapelayo.

Como en otros pueblos de la provincia de Guadalajara, la noche del Sábado Santo se esconden por el pueblo algunos muñecos rellenos de paja hechos por sus habitantes que representan a Judas Iscariote. Después de cenar, los pelayos, sobre todo los niños, salen a buscarlos para más tardes colgarlos de un palo en mitad de la plaza del Ayuntamiento. Al día siguiente se le dispara (hoy en día está prohibido) y finalmente se le quema y atiza con varas.

### Los mayos
Siguiendo con la tradición musical, en Huertapelayo también es resaltable la celebración de los mayos, festejados el 30 de abril y el 1 de mayo. Se trata de una tradición ancestral de la cultura celta en la que se celebraba el inicio de la floración y la fecundidad y era conocida como Beltane.
En la costumbre popular las mozas llevaban por la tarde a sus primos y simpatizantes un par de huevos vaciados y decorados, mientras que los mozos las correspondían haciéndole una ronda cantándole a los pies de su ventana en la calle. Otras mozas eran subastadas y las rondaban los que más habían apostado por ellas. Con el dinero recaudado de la subasta y las rondas, se compraba un cabrito y lo freía el señor de la posada.
Por la noche se bebía vino y aguardiente y los mozos bailaban con sus mayas (que así se llama a la pareja de los mayos o los muchachos que las rondaban) toda la noche al son de la música del laúd, la guitarra y la bandurria, todo a son de jota. Al día siguiente, tras el baile, cada mayo llevaba un ramo de flores a su maya.

### San Antonio
Otro de sus patronos es San Antonio de Padua, que se celebra el sábado posterior al 13 de junio, día del que es santo, siendo patrón de multitud de pueblos debido a que es el patrón de la fertilidad y los enamorados.
Antiguamente se celebraba con música y baile, pero tras el éxodo rural esta tradición desapareció. Hoy en día se hace una comida de vecindad el sábado posterior a esta fecha.

### Santa María Magdalena

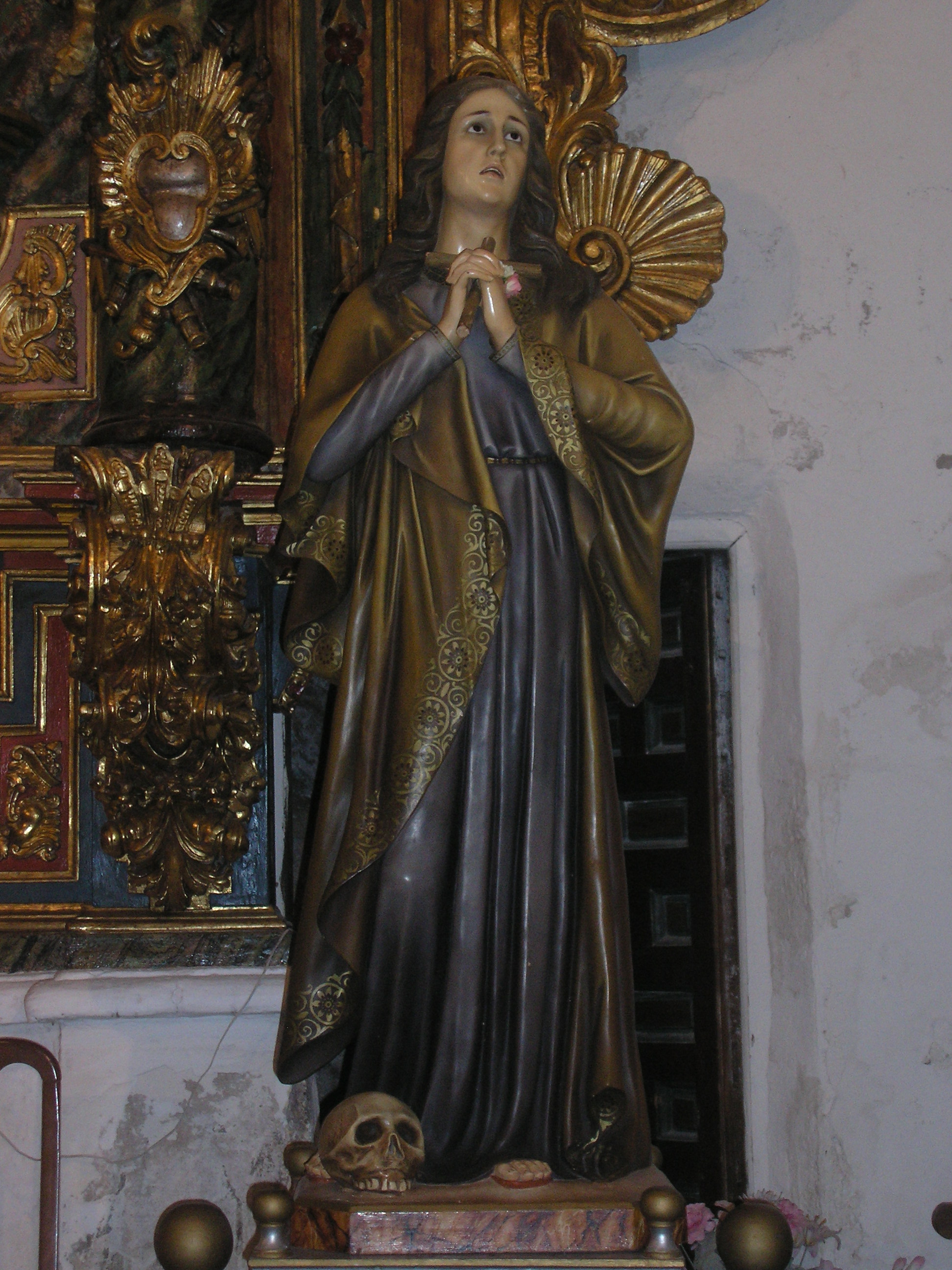
Imagen de Santa María Magdalena en Huertapelayo.

Las fiestas mayores de Huertapelayo son en honor a Santa María Magdalena. El sábado posterior al 22 de julio se celebra "La Malenilla" (una celebración menor), ya que es el día concreto en el que se conmemora a la santa, pero las fiestas mayores comienzan el primer domingo de agosto coincidiendo con las vacaciones de la mayoría de los pelayos, y duran en torno a cuatro o cinco días. Antiguamente se festejaba la primera semana de septiembre con motivo del fin de la cosecha.
Es celebrada con diversas actividades para los niños, concursos deportivos y creativos para infantes y adultos, conciertos y música en la plaza por la noche durante tres días, una noche de cine improvisado en la plaza de la iglesia, y finalmente, una cena de hermandad el martes como clausura de las fiestas en la plaza del Ayuntamiento, donde se reúnen entre 200 y 300 pelayos a cenar todos juntos.

### La Virgen de Agosto
El 15 de agosto se celebra, como en muchos otros pueblos de España, la Virgen de Agosto o la Asunción de la Virgen.
Los pelayos realizan una comida con motivo de despedida de las vacaciones de verano. Antiguamente era la fecha en la cual se celebraba el comienzo de la época de la cosecha.

### La víspera de Todos los Santos

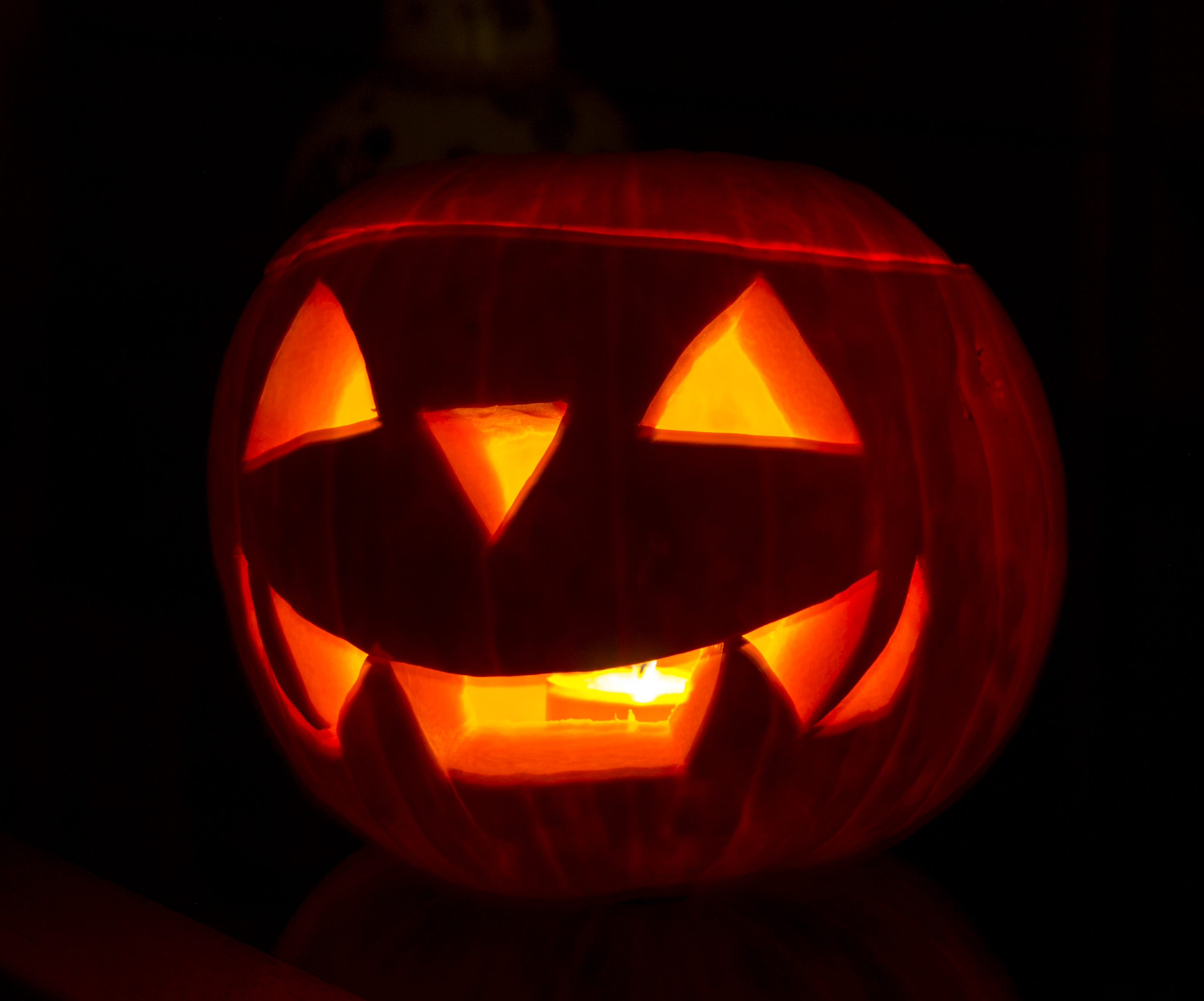
Calabaza iluminada como era costumbre en Huertapelayo.

Destaca porque dista muy poco de la actual celebración de Halloween.
Por la mañana los mozos rondaban (en el sentido musical) por las calles para conseguir leña y así hacer una hoguera en la plaza del pueblo por la noche, lo que se identificaría con el “truco o trato” de la fiesta de Halloween y con la tradición del aguinaldo de los celtas (ALONSO RAMOS, 2010) de los que se hablará más adelante. Las mozas mientras tanto hacían gachas de miel para cenar con los muchachos esa misma noche. Alguno bloqueaba alguna cerradura que otra con ese alimento, en este caso haciendo el “dulce” o “travesura” de esta tradición.
Cuando anochecía la gente acudía a la plaza a pasar el rato mientras que a los mozos se les daba media arroba de vino para que estuvieran toda la gélida noche calientes con el fin de tocar por turnos la campana de la iglesia a toque de difunto. En el fuego se asaban truchas, patatas y el que podía algún lechón. Se ponían en las puertas de las casas y en los caminos calabazas a las que se les tallaba una calavera y se les introducía una vela, los más ancianos con el fin de ahuyentar los malos espíritus y guiar a sus ancestros, mientras que los jóvenes lo hacían con el fin de acongojar a los últimos pastores rezagados que acudían al pueblo al anochecer.
A la mañana siguiente se encendía en la cocina-comedor de cada casa una vela por sus difuntos (día de Todos los Santos).
Se celebraba el 31 de octubre y el 1 de noviembre y está basada en la tradición celta del Samhain, la festividad más importante de estos, pues marcaba el final de la cosecha y el final del ciclo anual. En el caso de Huertapelayo la primera cosecha se realizaba la primera semana de septiembre, celebrando las fiestas de su patrona (Santa María Magdalena) en ese período. La segunda y última cosecha acababa con el mes de octubre, celebrándose esta víspera.

### La noche de los locos
Es una tradición que trajeron los franceses durante su ocupación a principios del siglo XIX. Se celebra el día 28 de diciembre, el día de los Santos Inocentes. Consistía en que, por un día, todos los roles del pueblo eran cambiados. Quizás a un niño se le ordenaba sacerdote, una anciana debía ser alcalde, el carcelero prisionero, el prisionero sería herrero y el cura la señora panadera, como ejemplo de este juego.

## Patrimonio

### Patrimonio cultural
|                                  |                 |                    |                       |                                                 |
| Pórtico de la iglesia primitiva  | Fuente del Olmo | Retablo barroco    | Cruz de Palo          | Cruz de la Consagración de la iglesia primitiva |
|                                  |                 |                    |                       |                                                 |
| Túnel del Portillo y el Chorrero | Piedra Escrita  | Puente de Tagüenza | Santa María Magdalena | El Castillo                                     |

### Patrimonio natural
|         |                                    |                  |                                 |              |
| Erotajo | Piedra de la Cadena y los Covachos | Piedra de la Ila | El Picayo y Piedra de la Calera | La Manguilla |

### Patrimonio inmaterial
- Cantar del Aguinaldo.[66]
- Ronda de Los Mayos.[67]
- Cantar de Semana Santa.[68]
- Ronda a San Antonio.[69]
- Ronda a María Magdalena.[66]
- Ronda nupcial.[66]